# Михаило VIII Палеолог
Михајло VIII Палеолог (грч. Μιχαήλ Η΄ Παλαιολόγος; 1224/1225 — 11. децембар 1282) био је византијски цар од 1259. до 1282. Оснивач је династије Палеолога, која је владала Византијом до пада Цариграда 1453. Повратио је Цариград 1261, који су заузели крсташи 1204. и од тада је био у саставу Латинског царства. Овим подвигом Михајло је са успехом окончао борбу Никејског царства за обнову Византије.
Свој пут до престола започео је као намесник наследника никејског цара Теодора II Ласкариса – младог цара Јована IV, којег је ослепео 25. децембра 1261. године, што је онемогућило цару Јовану IV да дође на власт. Он је повратио Цариград од крсташа, који су они заузели током Четвртог крсташког рата 1202-1204. године, и обновио Византијско царство. Истовремено, цар Михаило VIII је поставио темеље за даље слабљење своје земље. Нашавши подршку у аристократији, окренуо се од обичног народа, што је касније резултирало три грађанска рата. Осим тога, цар је престао да подржава локалну трговину и занатство, што је омогућило италијанским трговачким републикама да ојачају своје позиције у земљи.

## Порекло
Познато је да је будући византијски цар рођен 1224. или 1225. године. Михаило је био веома племенитог порекла – међу његовим прецима били су византијски цареви из династија Анђела и Комнина, као и чланови древне породице Дука. Такви корени су му омогућили да се потпише као „Михаило Дука Анђео Комнин Палеолог“, истичући се међу осталим грчким аристократама тог времена. Његов деда по мајци, Алексије Палеолог, био је ожењен ћерком цара Алексија III Анђела и имао је титулу деспота. Штавише, Алексијева супруга, Ирина, била је прворођена у породици Анђел. Дакле, да смрт није задесила њеног мужа пре цара Алексија III, онда би Алексије Палеолог наследио престо. Њихова ћерка Теодора Анђел Палеолог била је удата за великог доместика Андроника Палеолога, праунука цара Андроника I Комнина. Тако је брак Михаилових родитеља ујединио две различите гране породице Палеолога, која је била у сродству са неколико царева.

## Успон на трон
Михајло је био рођен 1224. или 1225 као син великог доместика Андроника Дуке Комнина Палеолога и Теодоре Анђел Палеолог, унуке цара Алексија  Анђела. И поред данашњег непотпуног познавања византијске генеалогије, међу прецима је имао бар 11 царева. Самим тим Михајло је представљао једнога од племића најугледнијег порекла међу византијском аристократијом и можда би и наследио трон регуларним путем да Четврти крсташки рат није скренут у правцу Константинопоља 1203. године.
Веома рано је напредовао, тако да је постао командант латинских плаћеника, који су били у служби царева у Никеји. Неколико дана након смрти цара Теодора II Дуке Ласкариса 1258. Михајло Палеолог је заузео позицију регента осмогодишњег цара Јована  Дуке Ласкариса, тако што је најпре организовао атентат на утицајног бирократу Георгија Музалона. Након тога постао је врховни заповедник византијске војске (мега дукс) и у новембру 1258. добио је титулу деспота. Уз помоћ Републике Ђенове 1. јануара 1259. Михајло је проглашен за цара као савладар младог цара Јована IV. Требало је да буду обоје истовремено крунисани, али је уз подршку архијереја  успео да крунисање царевића одложи док не постане пунолетан. Приликом крунисања Михаила присуствовао је малолетни цар Јован IV.  По предању, цара Михаила VIII је мучила савест због тога што је ослепио цара Јован IV, па је од патријарха Јосифа I затражио јавно опроштај.

### Први кораци
Захваљујући свом високом пореклу, Михаило је израстао у веома амбициозног човека. Нићифор Григора је писао да је још у раној младости више пута добијао пророчанства о свом доласку на престо, што је само појачало његову жељу да једног дана постане цар. Године 1252, за време владавине цара Јована III Дуке Ватаца, против Михаила је изречена денунцијација о завери коју је починио, чија је сврха била да преузме власт у Никеји. Не зна се да ли су ове оптужбе тачне. Али сачувани су подаци о томе како се понашао током испитивања које је уследило након ове пријаве. Пошто су се оптужбе показале климавим, Михаилу је понуђено да се подвргне тесту „Божјег суда“ - да узме врело гвожђе. Претпостављало се да ако су руке остале нетакнуте, оптужени је невин. Иначе би био препознат као злочинац.
У одговору на овај предлог Палеолог је митрополиту филаделфијском Фоки, који је био присутан на испитивању, одговорио: „Ја сам грешан човек и не чиним чуда. Али ако ми као митрополит и човек Божији саветујете да то учиним, онда се обуците у сву свештеничку одежду, као што обично прилазите божанском олтару и стојите пред Богом, а затим са својим светим рукама, којима обично дотакну се божанске жртве Тела Господа нашег Исуса Христа, стави гвожђе у моје руке. И тада се уздам у Господа Христа да ће презрети моје грехе и открити истину на чудесан начин.” Митрополит је приговорио да је то био варварски обичај, који су Римљани позајмили из других земаља, те стога он, као свештеник, није могао да учествује у томе. Тада је Михаило одговорио: „Да сам варварин и васпитан у варварским обичајима, онда бих био кажњен по варварским законима. А пошто сам Римљанин и пореклом од Римљана, онда нека ми се суди по римским законима!“ Након тога је проглашен невиним, а све оптужбе против њега су повучене.
Михаило је наставио да гради војну каријеру и убрзо је постигао велику популарност међу војском и народом. То је на њега привукло још већу пажњу новог цара Теодора II Ласкариса, који се према Палеологу односио са великом подозрењем. Као резултат тога, 1256. године, Михаилo је сазнао да је цар наредио да га ослепе због још једне оптужбе за заверу. У то време, Палеолог је командовао трупама у Битинији. Бежећи од царског гнева, побегао је код султана Рума Кејкавуса II да би код њега добио уточиште. Султан Кејкавус II не само да је примио команданта у своје домене, већ му је поверио и команду над једним грчким одредом током рата са Монголима. Појава таквог савезника међу осрамоћеним Палеологом забринула је цара. Стога је цар Теодор II Ласкарис журно послао гласника Михаилу са вестима о опроштају и понудом да се врати у своју домовину. Годину дана касније, Михаило Палеолог се вратио у Никеју и, заузврат, заклео се цару да никада неће угрозити његову власт. За то је цар доделио Михаилу место великог констабла, дао му прилично слаб одред војника и послао га у рат против Епира.
Али уместо да погине, Михаило је показао изузетне војне способности, победивши Епирце и убивши сина епирског деспота који је њима командовао. А онда је отишао дубље у непријатељску територију и почео да заузима град за градом. Ове победе изазвале су нови налет иритације и сумње на двору - чак су покушали да оптуже Палеолога за вештичарење, и убрзо је ухапшен. Дуго је боравио у тамници, не могавши ни да га изађе пред цар. Те године многи су изгубили своје положаје или су чак и погубљени. Али сам Михаило је имао среће – буквално уочи његовог очекиваног погубљења, цар Теодор II Ласкарис је умро, а Михаило Палеолог је пуштен.

### Постаје намесник и рат са Епирском деспотовином
Наследник покојног цара Теодора II био је његов син цар Јован IV. А пошто је још био дете, цар Теодор II је пре смрти одредио за старатеље свог пријатеља скромног порекла Георгија Музалона и патријарха Арсенија. Међутим, већ деветог дана после цареве смрти догодила се трагедија. Тог дана војсковође и великаши окупили су се у манастиру Христа Спаситеља у Сосандри на парастосу цару Теодору II, када су изненада војници са исуканим мачевима упали у храм и убили Ђорђа Музалона, његова два брата и његовог секретара. Можда су ови војници били латински плаћеници. У сваком случају, ово убиство је створило тешку ситуацију у Никеји. Патријарх Арсеније је неколико дана размишљао коме би уместо упокојеног Музалона могло да се повери управљање државом. На двору је било много представника племићких породица, од којих су многи могли тражити старатељство над царем Јованом IV.
Међутим, до тог времена, управо је Михаило Палеолог успео да достигне посебан ауторитет и популарност међу аристократијом и војском. Захваљујући томе, патријарх Арсеније му је поверио чак и кључеве царске ризнице. Михаилу, који је већ био имућан човек, дата је прилика да користи благајничка средства за своје потребе. Великодушно је подмићивао племиће и свештенство из патријарховог ужег круга како би подржали његову кандидатуру. Ово је било успешно и убрзо је сабор који је водио патријарх препознао Палеолога као најпогоднијег кандидата за место намесника. Али чим је Михаило сазнао за ову одлуку, он се одлучно успротивио томе, позивајући се на заклетву коју је дао покојном цару Теодору II Ласкарису. Стога је патријарх морао да га ослободи ове заклетве, чиме је отклонио главну претњу легитимитету новог намесника.
Али одмах је настала још једна околност - титула новог намесника. У почетку се претпостављало да ће Палеолог задржати чин великог војводе. Али, према тада прихваћеној хијерархији, то би значило да ће између њега и младог цара постојати посредне личности са великим овлашћењима. У овом случају, положај намесника не би одговарао дужностима које су му додељене. То је приметио и сам Михаило, рекавши да је његов тренутни чин од мале користи за високу мисију коју је преузео. Да би се решио овај проблем, поново је састављен сабор на коме су били синклит и синод. А они који су се на њему окупили подржавали су Михаилово добијање деспотске титуле, другог у византијској хијерархији после самог цара. Тако је Михаило постао деспот, а не велики дукс, како се првобитно претпостављало.
У међувремену, вест о смрти цара Теодора II Ласкариса стигла је до епирског владара, деспота Михаила II Комнина Дуке. Његов син Нићифор био је ожењен Маријом, ћерком покојног цара Теодора II. Због тога је, док су се водили спорови око намесништва у Никеји, деспот Михаило II одлучио да тражи своја права на Никејски престо.Његови савезници су били краљ Манфред од Сицилије и Виљем II де Вилардуен, кнез од Ахаје. Заједно су окупили велику војску и кренули у поход у лето 1259. године. Добивши извештаје о напредовању Латина и Епираца, деспот Михаило Палеолог је одмах послао у сусрет своју браћу, севастократора Јована и цезара Константина, заједно са великим доместиком Алексијем Стратигопулом и великим примикијем Константином Торником, дајући им велику војску. Убрзаним маршом команданти су прешли Хелеспонт, припајајући успут све никејске гарнизоне и јединице. Као резултат тога, две војске су се среле на равници Авлона, у Македонији. Однос снага није био у корист Никејаца, па су зато прибегли лукавству. Ноћ пре битке, извесна особа из никејског табора отишла је код епирског владара, деспота Михаила II и саопштила му да су кнез од Ахаје и сицилијански краљ наводно тајно послали своје изасланике у Никеју на преговоре. Стога, док још није постигнут договор између њих, треба да беже. Епирски деспот је поверовао у ове речи и одвео је своју војску. Сицилијанци и Латини су тек ујутру открили одсуство свог савезника, претрпели су катастрофалан пораз од никејске војске која је кренула у напад. И сам ахејски кнез био је заробљен. Ова битка је остала у историји позната као битка код Пелагоније.

### Проглашење за цара
Победа код Пелагоније додатно је ојачала Михаилов ауторитет, захваљујући чему је међу никејском аристократијом почело да се поставља питање давања царске титуле намеснику. Формално, није било разлога за то: Михаило није могао да постане цар док је цар Јован IV Ласкарис био жив, није му био блиски рођак, нити га је покојни цар Теодор II Ласкарис именовао за цара - савладара. Међутим, у то време аристократија се осећала толико самоуверено да је део ње почео да сумња у легитимност наследне монархије. Другим речима, по њиховом мишљењу, цара треба да бирају аристократе. Деспот Михаило Палеолог је активно подржавао ову тачку гледишта, изјављујући да ће, на пример, ако његов син буде проглашен недостојним владања, својим рукама уклонити га са престола. Ово је била веома смела изјава: у суштини, Деспот Михаило је отворено сматрао да власт младог цара Јована IV Ласкариса није сасвим легитимна. А пошто је значајан део племства подржавао такво мишљење, ситуација се променила у његову корист. Деспот Михаило је сада имао прилику да постане изабрани цар Никеје.
У замену су племићи захтевали испуњење низа захтева. Деспот Михаило је обећао да се никада неће мешати у црквене послове и да неће претендовати на вођство у црквеној власти – аристократе су унапред одлучиле да ублаже лако предвидљиву негативну реакцију патријарха Арсенија. Такође је обећао да ће на високе положаје именовати не рођаке или познанике, већ само људе који су доказали своје способности. Укинуте су судске борбе и испитивања гвожђем, које је широко практиковао покојни цар Теодор II, одлучено је да се људи не стављају у затвор на основу пријава – само на двору. Коначно, деспот Михаило Палеолог је обећао да ће задржати привилегије и плате војсковођа и дворских научника.
Међутим, ускоро ће постати јасно да је и сам Михаило Палеолог прихватио ове услове само на неко време, нимало не намеравајући да следи све жеље аристократа по доласку на престо. И тако је 1. јануара 1260. године, у Магнезији проглашен за цара-савладара, малолетног цара Јована IV Ласкариса, цар Михаило VIII Палеолог. Патријарх Арсеније је тих дана био у Никеји и био је затечен неочекиваном вести. У почетку је хтео да анатемише и цара Михаила VIII Палеолога и оне који су га самовољно прогласили за цара. Али тада је и патријарх Арсеније сматрао да је најбоље да га веже заклетвама и задржи власт за њега за добро државе. А убрзо је и сам патријарх Арсеније крунисао Михаила VIII Палеолога царском дијадемом. Истина, он је одмах у присуству синклита и народа објавио да цар Михаило VIII Палеолог има царску власт само једно време, до пунолетства цара Јована IV Ласкариса. Цар Михаило VIII је дао потребну сагласност, обезбеђујући то речима јавно изречене заклетве. Али, заузврат, захтевао је заклетве и писмену заклетву од цара Јована IV да неће смислити никакву заверу против свог савладара. Контразаклетве младог цара дале су легитимитет садашњем стању, јер је сада и цар Јован IV Ласкарис признао власт изабраног цара.

## Владавина
Успон Никејског царства запретио је Епирској деспотовини и латинској Ахајској кнежевини. Када су Никејци организовали поход на Тесалију 1259. године, кнез Гијом II Вилардуен и деспот Михајло II Анђел су покушали да јој се супротставе у Пелагонији. Међутим, међу савезницима је владала неслога, Епирци су побегли ноћ пред битку, док је кнез Гијом II тешко поражен и заробљен. Како би се откупио морао је да положи вазалну заклетву никејским царевима и одрекне се неколико важних тврђава попут Тебе и Мистре. Победа над балканским ривалима за византијско наслеђе омогућила је цару Михајлу VIII да преотме Цариград од латинског цара Балдуина II. Византијска војска под командом Алексија Стратигопула је 25. јула 1261. године и ослободила Цариград који је био у франачким рукама још од Четвртог крсташког похода и пада Цариграда 1204. године. Цар Михајло VIII, у то време још увек савладар младог цара Јована  Дуке Ласкариса, је 15. августа свечано ушао у ослобођени Цариград и крунисао младог Андроника  за свог савладара. Након тога цар Михајло VIII је ослепио и ставио под кућни притвор цара Јована IV. Патријаршија је због тог чина искључила цара Михајла VIII из Цркве.
Тиме је нова династија Палеолога сменила претходну владарску кућу Ласкариса. Међутим, патријарх Арсеније (1255—1259, 1261—1267) је због ослепљивања цара Јована IV анатемисао новог цара који је узвратио 1267. године, тако што је сменио јогунастог патријарха и на његово место довео патријарха Јосифа I (1267—1274). Након што је цара Јована IV прогласио неспособним да влада цар Михајло VIII је удао његове сестре за странце, са циљем да њихови потомци не могу угрожавати трон његовог сина касније. Када је ушао у Цариград цар Михајло VIII је поново успоставио византијске обичаје и церемоније, а саборна црква Пресвете Мудрости је ритуално очишћена пошто су у њој од 1204. вршени латински црквени обреди. Цар Михајло VIII се трудио да насели Цариград и обновио оштећене или уништене цркве, манастире и јавне зграде. Био је свестан опасности да се латински Запад поново уједини против њега и поново успостави латинску власт у Цариграду. Посебна опасност су били краљ Карло I Анжујски, папа и Млечани.
Уз папину помоћ цар Михајло VIII је закључио 1263. и 1264. године, мир са својим бившим непријатељима. Цар Михајло VIII је био у савезу са Ђеновом против Млетачке републике и латинских држава у Егеју. На крају је цар Михајло VIII склопио мир и са Ђеновом и са Млетачком републиком, настојећи да одржи равнотежу снага повољну по царство.

### Цар Никеје

#### Консолидација власти
Схвативши несигурност свог положаја, нови намесник је почео да формира групу савезника. Пре свега, наградио је команданте који су учествовали у бици код Пелагоније. Особе блиске породици Ласкарис почеле су да губе своје положаје. Они који су претходно били прогнани или хапшени по наређењу покојног цара Теодора II добили су потпуну рехабилитацију. Коначно, цар Михаило VIII Палеолог је почео да удаје своје рођаке за представнике најплеменитијих и најутицајнијих породица Византије како би повећао број породица заинтересованих да одрже свој положај.
Убрзо је стигао дан крунисања. Али дан раније, када је цела церемонија већ била припремљена, цар Михаило VIII се умешао у њен план. Неким епископима је поручио да, сходно својим заслугама, не иде иза младог цара Јована IV, већ испред њега. Аргументи намесника су убедили свештенике, они су прилагодили процедуру и обећали да ће то усагласити са патријархом. Међутим, у стварности је за ово сазнао тек на дан крунисања, иако је сам морао да га спроведе. Огорчени патријарх је на крају био приморан да попусти пред свештенством које је подржавало цара Михаила VIII и почне церемонију по новом плану. Цар Михаило VIII Палеолог је ишао први са круном на глави, а позади је ишао млади цар Јован IV, покривен светим велом, али без царске дијадеме. Формално, то је значило да је само цар Михаило VIII Палеолог крунисан за цара.
Цар Михаило VIII је великодушно делио новац из благајне и обнављао старе тврђаве и градове. Убрзо је стекао популарност у народу. Победа над Епиром и Латинима отворила је за Никеју нове могућности: за ослобођење из ропства, владар Ахаје добио је низ пелопонеских градова - Спарту, Монемвасију и Мену. Цар Михаило VIII Палеолог је за гувернера поставио свог брата Константина, дајући му широка овлашћења. Ту је 1263. године избио крвави рат са Ахајском кнежевином, који је трајао до 1266. године.
Михаилови успеси били су помрачени развојем сукоба са патријархом Арсенијем. Патријарх Арсеније је био огорчен на активност намесника и, да би изразио протест, добровољно се повукао у Магнезију. Званично је кренула прича да се патријарх дрско понашао према младом цару Јовану IV. Али овај корак је цара Михаила VIII Палеолога довео у ћорсокак: патријарх није могао бити уклоњен одлуком синода, пошто није био крив ни за шта, али патријарх Арсеније није хтео да се врати. Синод се плашио цара Михаила VIII, али није могао ни да врати патријарха на престо, ни да изабере новог. Коначно, уместо патријарха Арсенија, за патријарха је уздигнут ефески митрополит Нићифор II. Али поживео је само годину дана, после чега је умро природном смрћу.
Једини излаз из кризе моћи која је настала након свађе са патријархом био је спољни успех, који је омогућио цару Михаилу VIII Палеологу да освоји симпатије становништва. Године 1260. цар Михаило VIII Палеолог је са својом војском прешао у Тракију и опсео Цариград са стране тврђаве Галате, надајући се да ће након њеног заузимања античка престоница Византије сигурно пасти. Међутим, нису успели да заузму град – Латини су били чврсто у Цариграду, иако су се мучили са несташицом хране. Наредивши главној војсци да се врати у Никеју, цар Михаило VIII Палеолог је оставио коњичке одреде да врше сталне нападе на Латине и заузимају оближње градове. Занимљиво је да су приликом повлачења Грка у предграђе Цариграда случајно откривени остаци цара Василија II, које су Латини претходно избацили из царске гробнице. Сазнавши за то, цар Михаило VIII Палеолог је одмах наредио да се пошаљу пурпурни покривачи и да се пепео свечано сахрани у манастиру Христа Спаситеља у Силивкији.
Повратак цара Михаила VIII Палеолога десио се у право време, пошто је са истока стигла вест да су Монголи, прешавши Еуфрат, извршили инвазију на Сирију и Палестину. Следеће године су поновили напад, достигавши Кападокију и Киликију, заузевши Иконију, главни град Румског султаната. Султан Килиџ-Арслан IV дошао је код цара Михаила VIII и подсетио га је како му је једном пружио уточиште када је цар Теодор II Ласкарис започео лов на њега. Али цар Михаило VIII није желео да удовољи његовим захтевима, ни издвајањем војске за рат са Монголима, нити давањем области султану на управу. Међутим, није желео да га лишим наде, избегавајући директне одговоре. Опрезна дипломатија омогућила је Грцима да још једном избегну сукоб са Монголима.

#### Ослобођење Константинопоља
Пошто је решио проблеме на Истоку, цар Михаило VIII се усредсредио на борбу против слабљења Латинског царства и ослобађања Цариграда. У марту 1261. године, закључио је трговачки уговор са Ђеновљанима, стекавши савезника са јаком флотом. У лето 1261. године, поново се побунио епирски владар, деспот Михаило II Комнин Дука, који је годину дана раније положио заклетву на верност Никеји. Пошто је никејска војска била расута у разним правцима, цар Михаило VIII Палеолог је имао при руци само мали коњички одред од 800 коњаника. Он је овај одред предао цезару Алексију Стратигопулу, упутивши га да успут сакупи расуте никејске гарнизоне у Тракији и Македонији. Прешавши Мраморно море, цезар Алексије је подигао логор у Регијуму, где се случајно сусрео са грчким трговцима који су ишли са робом из Цариграда. За сваки случај, командант је одлучио да их распита о снагама Латина у престоници. Неочекивано су рекли да је главна латинска војска отишла у поход на острво Дафнусије, а у самом граду је остао само мали гарнизон. Трговци су цезару Алексију Стратигопулу рекли и да знају за тајни пролаз код цркве Блажене Девице Марије, кроз који је истовремено могло проћи 50 војника.
Ово је било потпуно изненађење, али командант није имао времена да пошаље гласнике у Никеју да прими упутства. Цезар Алексије Стратигопул је био храбар и искусан војник, и зато је одлучио да ризикује. Један дан је протекао у припремама, а онда су Грци упали у град. Да би посејали панику међу Латинима, ноћу су запалили кровове цариградских кућа, запаливши млетачке конаке. Када се цар Балдуин II пробудио и схватио да је град нападнут, узалуд је покушао да окупи успаване Французе који су били расути у својим логорима. Нико није знао са каквим снагама и одакле су Грци ушли у Цариград, и зато је цар Балдуин II помислио да су они довели огромну војску у град. Одбацивши знаке царског достојанства, цар Балдуин II се журно укрцао у чамац и отпловио. До јутра 25. јула 1261. године, Цариград је поново постао грчки.
Истог дана, остаци поражених и деморалисаних Латина стигли су до острва Дафнусијум. Главна војска се хитно укрцала на бродове и отпловила у град, надајући се да ће га заузети на јуриш. Међутим, нико није знао колика га војска чува, а цезар Алексије Стратигопул је одлучио да надмудри непријатеља, стварајући изглед велике војске. И кад Латини допловише до зидина, видеше многе ратнике. У ствари, цезар Алексиј је привукао локалне становнике, који су са одушевљењем дочекали ослобођење од Латина, тако што их је обукао у ратнике и наоружао. На крају, плашећи се пораза, деморалисани остаци латинске војске отпловили су у Италију да пренесу на Запад страшну вест о крају Латинског царства.
Сам цар Михаило VIII Палеолог је у то време спавао у својој палати у Никеји, када је изненада усред ноћи добио вест од своје сестре Ирине. Њен слуга је случајно сазнао за овај догађај и пожурио да угоди својој господарици. Цар је хитно сазвао великодостојнике, питајући их колико је та вест истинита. Неизвесност је трајала још један дан, а тек следеће ноћи стигао је гласник цезара Алексија Стратигопула са писменим вестима о ослобођењу Цариграда. Гласници са царским писмима похрлили су на све крајеве Византијског царства.
Међутим, тек 14. августа 1261. године, када је Цариград ужурбано био спреман за долазак цара, цар Михаило VIII Палеолог је кроз Златну капију свечано ушао у град. Пре уласка у престоницу захтевао је да се у град унесе чудотворна икона Богородице Одигитрије. Потом је цар учествовао у свечаним молитвама и отишао у Студитски манастир, затим у цркву Свете Софије, а одатле у Велику палату.

### Обнова Византијског царства

#### Обнова Цариграда
Убрзо по ослобађању Цариграда показало се да је град у жалосном стању. Цар Михаило VIII је наредио да се обнове оронуле и изгореле зграде и поправе градске зидине. Улице су очишћене од рушевина. Обновљене су и градске луке, где је почело стварање флоте. Да би донекле пригушио жељу Латина да поново заузму Цариград, цар Михаило VIII је данима примао Ђеновљане, Млечане и друге западне хришћане, показујући им места за живот и убеђујући их да њихови интереси неће трпети након ослобађања Цариграда. Осим тога, желећи да бар делимично обнови становништво Цариграда, које је опустело под Французима, позвао је сељане да се преселе у престоницу и активно обнављао свете манастире и храмове који су страдали од Латина. Послао је и дипломате у Рим, надајући се да ће смирити папу. Али од тога ништа није било: посланици су били осрамоћени, а једног од њих, Нићифорицу, Италијани су живог одрали.

#### Обнова Цариградске патријаршије
Царство се обнављало, и хитно је било потребно изабрати патријарха. Арсеније је хитно позван из изгнанства и понуђен му је да поново преузме патријаршијски престо - он је још увек био упражњен од смрти патријарха Нићифора II. Арсенија су раздирала опречна осећања: с једне стране, он је заиста желео да уђе у древну престоницу Источног римског царства као прави васељенски патријарх, с друге стране, био је забринут за судбину цара Јована IV. На крају га је победила дужност, а Арсеније је прихватио понуду и постао цариградски патријарх. Стигао је у Цариград, а цар Михаило VIII га је, у присуству бројних епископа и грађана Цариграда, прогласио за цариградског патријарха. Није изостављен ни цезар Алексије Стратигопул, коме је у Цариграду дат тријумф, глава му је украшена круном сличном царској дијадеми, а наређено је да се његово име помене у литијама уз цареве.

#### Ослепљење цара Јована IV Ласкариса и последице
Цар Михаило VIII се озбиљно плашио завере незадовољних племића и присталица Ласкариса, и стога је пожурио да предузме превентивне мере. Ужурбано је удао две преостале кћери покојног цара Теодора II Ласкариса: једну племенитом, али скромном Латину који је послом стигао на Пелопонез, другу ђеновљанском грофу, наредивши обема да одмах напусте царство. Да би ојачао своју власт и нагласио да је од сада једини легитимни цар, цар Михаило VIII Палеолог је покушао да преговара са патријархом Арсенијем о могућности његовог поновног крунисања за цара. Надао се да патријарх, уморан од недавног изгнанства, неће истрајати. Да би појачао своју молбу, цар је поклонио много дарова храму Свете Софије и, на сопствено изненађење, лако је надмудрио патријарха Арсенија. Сматрао је да је крунисање по други пут са великим задужбинаром и добротвором Цркве након заузимања древне римске престонице добро дело, и није сумњао у никакав трик. Године 1261. цар Михаило VIII Палеолог је поново крунисан за цара као законити цар. Сви су некако заборавили на цара Јована IV Ласкариса, који је већ имао 10 година.
Али на њега је већ дошао ред. По наређењу цара Михаила VIII Палеолога, дечак је одведен у кулу тврђаве и тамо је ослепљен. Из сажаљења према детету, заслепили су га не врућим иглама за плетење, већ полуохлађеним гвожђем, тако да је дечаков вид донекле сачуван. На Божић, 25. децембра 1261. године, он је, онесвешћен, превезен у кулу Никитске тврђаве код Никомедије и тамо остављен на стално пребивалиште. Сада је цар Михаило VIII Палеолог постао једини владар Римског царства.
Поступци Палеолога изазвали су буру негодовања у византијском друштву, што је приморало цара Михаила VIII да користи политику застрашивања. Цар је свом писару Манојлу Холоболу, који га је служио од детињства, осудио да му одсеку нос и усне, а затим га послао у манастир. Страдали су и неки други великодостојници, који су избачени из службе или послани у прогонство.
Убрзо су се побунили становници Никејске области, којима је стигао варалица Лажни Јован, који је због болести изгубио вид, али се представљао као Ласкарис. Цар Михаило VIII је против њих послао велику војску, али су побуњеници створили утврђења и припремили се да одбију нападе царске војске. Устанак је уз велике тешкоће угашен, Битинија је опустошена, а преостало локално становништво подвргнуто је додатним порезима.

### Византијски цар

#### Почетак владавине
Византијско царство је обновљено било далеко од онога што је било пре заузимања Константинопоља од стране крсташа 1204. године. Озбиљан проблем су остале грчке државе – фрагменти претходне Византије, као што су Трапезунтско царство и Епирска деспотовина, које нису признале нову Византију. Такође, упркос паду Латинског царства, на некадашњим византијским земљама су се и даље налазиле друге латинске државе – Атинско војводство и Ахајска кнежевина. Многа грчка острва припадала су Млетачкој и Ђеновској републици. Осим тога, на некадашњим територијама Византије настала је Велика Влашка (Тесалија). У то време Византија је обухватала само некадашње поседе Никејског царства, Тракију, Македонију и Солун, као и острва Родос, Лезбос, Самотраку и Имброс. Осим тога, као и раније, Византијском царству су се супротстављале Друго бугарско царство, иако знатно ослабљено, и Краљевина Србија, која је јачала. Румски Селџуци, који су задобили јак ударац од Монгола, постепено су се опорављали и такође су почели да представљају озбиљну претњу.
Византија је била скоро обновљена, али је морала да се директно суочи са оним западним владарима који су сматрали да је питање части обновити Латинско царство или припојити његове бивше земље. Династички савези и бракови створили су толику конфузију да су сада не само бивши латински цар, већ и сицилијански краљ, француски монарх и други владари Запада себе сматрали наследницима некадашњих поседа цара Балдуина II Куртенеа. Осим тога, римским епископима је било тешко да виде да Грци, који су били скоро у њиховој власти, сада измичу из руку Западне Цркве. Верни својим идејама о потреби успостављања превласти Католичке цркве над свим осталима, они се ни под којим условима не би сложили са чињеницом постојања независне Цариградске цркве. Никада пре ни после Рим није постигао такву моћ као у 13. веку.
Довољно је рећи да је Четврти латерански сабор 1215. године, званично прогласио римску цркву за мајку свих Цркава и учитељицу свих верника, а њеног епископа за надређеног Цариградском, Александријском, Антиохијском и Јерусалимском патријарху. Чак је и моћни француски краљ Луј IX Свети, који је папу третирао као сопственог бискупа и који је 1269. године, саставио „Прагматичку санкцију“ којом се регулишу права Римске столице, био је приморан да своју политику доведе у везу са захтевима и жељама понтифика. Било је довољно да папа, који је имао такву моћ, објави нови крсташки рат против Цариграда, и огромна крсташка војска би устала против Византије. И напротив, без сагласности понтифика, ниједан западни суверен не би се усудио да започне рат на Истоку у 13. веку.
Међутим, Запад није био јединствена сила, а његове владаре су раздвојиле многе противречности које су захтевале активно учешће папе као универзалног посредника и судије. Ове околности дале су Византијском царству шансу да стекне признање на Западу, тражећи подршку само од папе. У супротном, цар Михаило VIII једноставно није био признат као особа овлашћена за склапање споразума, а споразуми са њим не би имали никакву снагу. Избор првог латинског монарха, Балдуина I, за западну свест, спроведен је на легитиман начин. А у очима католика, цар Михаило VIII Палеолог је био узурпатор, па чак и расколник. Западне државе нису признавале ниједно обновљено Источно римско царство, пошто је на његовом челу био православни патријарх и грчки краљ - максимална титула коју су папе и западни суверени могли да дају Палеологу. Можемо рећи да цар Михаило VIII Палеолог у време почетка своје самосталне владавине није имао ниједног пријатеља на Западу – само непријатеље или, у најбољем случају, неутралне владаре. Хтео то цар Михаило VIII или не, околности су га приморале да уђе у савез са Римом. А то је значило да ће се пре или касније поставити питање црквене уније, пошто се Рим никада није одрекао свог права да води целу хришћанску Цркву.

#### Унутрашња политика
Сам цар Михаило VIII је дошао на власт углавном захваљујући „изборној монархији“, што се показало веома згодним за аристократију. Стога је од самог почетка почео да јача своју моћ и обнавља традиционалне институције римске државности. Цар Михаило VIII је желео да своју власт пренесе на сопственог сина Андроника, а за то је требало да добије подршку највишег племства и цариградског патријарха.
Аристократија је била на страни цара, јер је уз његову помоћ добила нове начине богаћења и каријерног раста. Многи Европљани су, упркос претњи екскомуникацијом од Римске цркве, добровољно ступили у византијску службу, пошто су их тамо чекале добре награде и шансе. Највише их је дошло из Француске, Шпаније и Скандинавије. Међутим, патријарх Арсеније није признавао власт узурпатора цара Михаила VIII Палеолога, штавише, водио је активну дипломатску преписку са папством.
Склапањем уговора са Венецијом, Ђеновом и другим трговачким републикама, цар Михаило VIII је намерно ослабио римску трговину. Царине су биле веома ниске - трговци из Пизе и Фиренце плаћали су 2–2,5%, а Италијани су почели да владају црноморским лукама. Међутим, цар Михаило VIII је настојао да супротстави Венецију и Ђенову, али ова политика није у великој мери надокнадила настале трошкове. Ову политику је водио ђеновљански племић Емануел Закарија, који је успео да преузме Фокеју. Из ове области Закарија је успео да створи аутономну област и организује трговину стипсом. После овога, Емануел је успео да убеди цара Михаила VIII да забрани увоз стипсе из Црног мора, иако је и ова трговина била у рукама ђеновских трговаца. Тако је Закарија стекао велико богатство за своју династију.
Цар Михаило VIII је издвојио велике суме из трезора за рестаурацију престонице, одржавање бирократије и подршку племства, као и за подршку величанствене дворске церемоније. Ова политика, која је имала за циљ да поврати славу царског двора и имала за циљ да обезбеди друштвени слој који служи цару, исцрпљивала је провинције.
Оружане снаге царства такође нису биле сиромашне: величина војске, која се заснивала на најамницима (Турцима и Монголима), износила је 15-20.000 људи, а годишња плата једног најамника износила је 24 перпера. Флота створена уз помоћ Ђенове састојала се од 50-75 бродова.
За кратко време, систем граничне страже који је обезбедио сам храбри Акрити показао се непотребним. Активни за време Никејског царства, престали су са радом по ослобађању Цариграда. Финансирање из благајне је практично престало, а већина њихових земаља постала је државна својина. Дакле, источна граница није имала никакву заштиту од муслимана, што је емир Осман I искористио у будућности.
Цар је 1280. године, послао свог сина цара Андроника II Палеолога, заједно са протовестијаром Михаилом Тарханиотом и чуваром великог печата Ностонгоса, у област реке Меандар да обнове град Тралс. Млади савладар свог оца се активно заузео за то, подигао зидове и преселио многе људе у град.

#### Свађа са Патријархом
Злочин учињен цару Јовану IV нагло је закомпликовао Михаилов однос са патријархом Арсенијем, и патријарх Арсеније је почетком 1262. године, подвргао цара малој екскомуникацији, међутим, дозволивши да се његово име помиње у молитвама. За цара Михаила VIII ово је била критична ситуација. Неко време цар Михаило VIII је деловао крајње опрезно. Цар Михаило VIII Палеолог је издржао, очекујући брзи опроштај, али се то није догодило. Цар Михаило VIII је преко посредника покушао да сазна од патријарха како може да се искупи. Арсенијев одговор је био: „Ставио сам голуба у своја недра, а овај се голуб претворио у змију и смртно ме ранио. Владика је својим блиским слугама искрено рекао да ни у ком случају неће опростити цару Михаилу VIII и неће укинути екскомуникацију, ма каквим мукама га плашили. Три године је цар Михаило VIII Палеолог, преко пријатеља и лично, покушавао да добије опроштај, али узалуд: патријарх је одбио да га саслуша.
Ово Арсенијево понашање разбеснело је цара Михаила VIII: оптужио је патријарха да покушава да га уклони са власти. „Тако нас лечи наш духовни лекар, додајући да га је патријарх терао да се обрати папи да би он укинуо екскомуникацију – али ни то није утицало на патријарха Арсенија. Цар Михаило VIII Палеолог је имао само један начин да реши проблем црквеног признања - под уверљивим изговором, да уклони патријарха Арсенија из патријаршије и на његово место постави његовог саборца.
Прилика се указала прилично брзо. 1265. године, хартофилакс Цариградске цркве Јован Век запретио је одузимањем свештенства једном свештенику фароског храма, који је без његове сагласности склопио одређени брак. Сазнавши за ово, цар Михаило VIII је показао незадовољство што је царски свештеник кажњен за тако мали грех. Цар Михаило VIII је сматрао да је хартофилакс прекорачио своја овлашћења тиме што је забранио царском свештенику да служи без сагласности самог цара. Сасвим с правом је сматрао да су његова права нарушена, и за то је отворено оптужио патријарха Арсенија, који је признао да је његов хартофилакс себи дозволила да вређа царски чин.Док је био у Тесалији, цар Михаило VIII је послао наређење севастократору Торнику, епарху цариградском, да уништи куће Хартофилакса, а уједно и великог управника источне цркве Теодора Ксифилина, као казну за учињени преступ. Али их је заштитио патријарх Арсеније, који је својим штапом ударио севастократора када је дошао да изврши наређење: „Зашто насрћеш на наше очи, руке и уши и гледаш да једне ослепиш, а друге одсечеш?“ . Патријарх Арсеније је отворено изјавио да свештеници који су се посветили Богу не подлежу световном суду, па стога не подлежу ни царској јурисдикцији.
То је већ била отворена непослушност цару и гажење древних канона, што је омогућавало царској власти да пред својим судом прихвати случајеве и световног и свештенства. Да би некако решио сукоб, севастократор је позвао Јована Века и Теодора Ксифилина да се добровољно појаве у Солуну код цара Михаила VIII на суђење. У супротном, објаснио је, страдали би и они и патријарх. Овог пута инцидент је смирен, али се ситуација убрзо поново закомпликовала. По повратку у престоницу те исте године – а цар Михаило VIII је био у рату са владарима Епирске деспотовине и Другог бугарског царства – цар Михаило VIII је отишао у цркву Свете Софије да узнесе молитве захвалности Богу, али га је дочекао патријарха Арсенија, који га је строго укорио. Патријарх Арсеније је подсетио цара Михаила VIII да му је већ више пута забрањивао да ратује са хришћанима, посебно са епирским деспотом Михаилом II. Можда је овим прекором патријарх хтео отворено да јасно стави до знања цару Михаилу VIII Палеологу и целом друштву да цара Михаила VIII не сматра себи равним, а да не говоримо о признавању његовог царског достојанства. Цар је понизно прихватио патријархове речи, напомињући само да је овим ратом задобио жељени мир. Али патријарх није прихватио објашњења.
Ова прича је прекорачила Михаилово стрпљење. Пошто није добио дуго очекивани опроштај, цар Михаило VIII је почео да користи све мере да лиши патријарха Арсенију патријаршије. Међутим, ни сада није губио наду да ће ствар решити мирним путем, без довођења ситуације до отвореног сукоба. Цар Михаило VIII Палеолог је често окупљао епископе у својој палати и објашњавао им зашто је екскомуникација негативно утицала на послове Царства.
"Стање ствари у римској држави захтева велику слободу, али ја је немам, принуђен сам да сносим окове казне које је наметнуо патријарх. Ако се преступ који сам учинио не може излечити, можда би патријарх требало да преузме контролу над државом у своје руке? Замолио сам га за опроштај са искреним покајањем и упорно тражио лек од њега, али он је то одбио и уместо покајања изазвао је очај. Овде се може посумњати у једно исмевање царевог достојанства. Чини ми се да патријарх жели да због своје акције напустим трон и вратим се приватном животу. Али коме он предлаже да пренесе царство је питање за мене. Какве ће то последице имати по државу, разуме се само по себи. Не сумњам у духовну мудрост патријарха, која је видљива и у другим његовим наредбама, али по овом питању никако га не могу одобрити. Где, међу којим људима се икада догодио такав феномен? Који пример показује да и овде јерарх може то да ради некажњено? Оданост већине поданика замрзнута је на маски – чим је цар понижен, они неминовно постају дрски. Зар покајање није дефинисано од стране Цркве? Није ли засновано на божанским законима? Зар не лечите многе? А ако немате заповести за покајање, онда ћу ићи у друге Цркве и од њих добити исцељење."
Цар Михаило VIII Палеолог
Последњи наговештај био је свима јасан – цар Михаило VIII је запретио да ће се обратити папи да оправда своју титулу и добије пуни црквени опроштај.
И даље се надајући да ће ствар решити мирним путем, цар Михаило VIII је патријарху Арсенију послао свог исповедника, игумана Јосифа, игумана Галисејског манастира - веома поштованог човека, са молбом да поништи цареву екскомуникацију. Као одговор, патријарх Арсеније је грубо изгрдио Јосифа и остале посланике, али није опростио цару. Штавише, забранио је певање псалма посвећеног царевима на почетку јутарње службе.
Схватајући да се проблем не може решити мирним путем, цар Михаило VIII се није мешао када је неколико епископа поднело тужбе против патријарха Арсенија, оптужујући га за више кршења канонских правила. По наређењу цара Михаила VIII, одређен је Савет за проучавање случаја патријарха Арсенија. Осећајући да је његова судбина запечаћена, патријарх Арсеније је дошао код цара Михаила VIII, надајући се да ће разговарати с њим и спречити сопствено збацивање. Добро су разговарали, а патријарх Арсеније је одлучио да оде у цркву на службу, а за њим и цар Михаило VIII. Сасвим је могуће да је у Палеологовој глави сазрео план да се цела ствар заврши одједном. Ако заједно уђу у храм, онда се испоставља да му је патријарх заправо опростио и укинуо екскомуникацију. Онда нема потребе за саветом или правним поступком. Али, авај, патријарх Арсеније је погодио о чему се ради, па је грубо повукао цара Михаила VIII и истрчао из зграде. Након овога, свима је постало јасно да се патријарх ни под којим условима неће помирити са царем Михаилом VIII, а он, пак, неће опростити патријарху Арсенију.
Године 1266. почео је црквени сабор на коме се разматрао случај цариградског патријарха. Патријарх Арсеније је лишен патријаршије и послат у манастир. По наређењу цара Михаила VIII, за новог патријарха изабран је његов дугогодишњи присталица и пријатељ Герман, епископ Адријанопољски. Одмах се створила опозиција око осрамоћеног патријарха, на челу са епископом Андроником, никејским монахом Јакинтом и царевом сестром, монахињом Мартом. Убрзо је откривена завера против цара Михаила VIII у којој је учесник био и дворски великодостојник Франгопул. Спроведена је темељна истрага - цара Михаила VIII је веома занимало питање: да ли је међу завереницима Арсеније, кога је мрзео. И иако се испоставило да није сумњив, ухваћени завереници су под мукама оклеветали бившег патријарха. Али јавно мњење је толико подржало Арсенија да је цар Михаило VIII Палеолог, желећи да исправи утисак лажних оптужби, одмах прекинуо поступак против њега, дао старцу много новца и послао му три монаха на разговор.
Међутим, Германов мандат није дуго трајао – брзо је стекао лош глас. Патријарха Германа III су отворено мрзели и стално га упоређивали са бившим патријархом, у коме су видели урођену чврстину и независност. Међутим, упркос чињеници да се патријарх Герман III показао као неуспешан кандидат за смиривање Цркве, цар Михаило VIII се барем надао да ће уз његову помоћ решити свој главни проблем - добити опроштај. Цар Михаило VIII је тражио објашњење, али је патријарх Герман III избегао. Међутим, истина је убрзо откривена – показало се да је у очима патријарха Германа III цар Михаило VIII Палеолог починио најтежи грех дигавши руку на цара Јована IV Ласкариса. А тај грех је толико јак да он лично, цариградски патријарх, не може да га опрости пред Богом – то је изнад његових снага. Осим тога, у Цркви је почео раскол, који патријарх није могао да превазиђе: многи монаси и обични људи захтевали су да престану да комуницирају са оним епископима који су одобрили свргавање патријарха Арсенија. Њима се придружио и патријарх александријски Николај, али се са одлуком Сабора сагласио патријарх антиохијски Јевтимије.
Уместо патријарха, смиривање Цркве преузео је цар. Цар Михаило VIII се активно борио против раскола. Међутим, није могао да се носи сам, са неауторитативним патријархом – раскол није јењавао. У ситуацију се умешао царев исповедник Јосиф, игуман Галисеје. Искористивши поверење цара Михаила VIII Палеолога, успео је да му усади идеју да непопуларни патријарх Герман III неће моћи да ослободи цара од греха и уједини Цркву. Али сам цар Михаило VIII је био мало задовољан понашањем свог старог друга, видећи како раскол све више и више дели Цркву на два табора. Добивши дозволу од цара Михаила VIII, Јосиф се састао са патријархом Германом III и покушао да убеди патријарха Германа III да се добровољно одрекне свог патријаршијског чина. Нови патријарх је био уверен да ужива Михаилову наклоност. Најзад, пред празник Воздвижења Крста Господњег, цар Михаило VIII и најближи епископи су отворено ставили до знања патријарху Герману III да им није угодан. Није се свађао и 14. септембра 1267. године, добровољно је дао оставку на чин. Сазнавши за ову вест, цар Михаило VIII је пожурио да за сваки случај сазове Сабор, истовремено пославши Герману општу поруку од себе и грчких епископа са захтевом да се врати; али је одбио. Да би утешио абдицираног патријарха, добио је титулу „царског родитеља“. Цар Михаил VIII је деловао тако суптилно да је, упркос непријатном догађају за Германа, одржао добре односе са царем.
Уместо патријарха Германа III, по одлуци цара, епископи су изабрали игумана Јосифа Галисејског за цариградског патријарха. Овога пута цар Михаило VIII није погрешио – већ 2. фебруара 1268. године, на празник Сретење Господње, патријарх Јосиф I је, заједно са осталим епископима, на литургији прихватио покајање цара Михаила VIII у цркви Свете Софије. Одмах по опроштају, цар Михаило VIII је наредио свом слузи да ослепљеном цару Јовану IV Ласкарису испоручи све што му је потребно од хране и одеће у тврђаву у којој је био држан и да се о њему непрестано брине.

#### Односи са Западом
У међувремену, папа Урбан IV почео је активно да се припрема за нови поход на Цариград. Најпре је захтевао да Ђеновска република раскине уговор са Византијом, али су они то одбили, а затим је понтифик подвргао интердикту целу Ђенову. Млечани су га активно подржавали. Постало је очигледно да Запад прави широку коалицију против Византијског царства.
Узнемирен папином активношћу, византијски цар Михаило VIII Палеолог му је послао поруку. Дајући наду у унију Римокатоличке цркве са Цариградом, писао је: „Ви сте, као наш отац, требали да нас претекнете у овој ствари. Али ја сам решио да ти први понудим мир, сведочећи пред Богом и анђелима да ме, ако га одбациш, моја савест неће замерити. У свом одговорном писму, понтифик је изразио велику радост, захвалио Богу што је водио цара на пут истине и изразио наду да ће разлике бити отклоњене. У закључку, понтифик је директно изјавио: док се византијски цар не потчини Риму, ниједан Латин му неће притећи у помоћ.
Да би подстакао сагласност Цариграда, папа Урбан IV је издао наређење да се објави крсташки рат против Византије, са циљем враћања грчких земаља и обнове Латинског царства. И једноставно је престао да одговара на писма цара Михаила VIII Палеолога. Опасност се погоршавала чињеницом да му је бивши латински цар Балдуин II Куртене, који је дошао код сицилијанског краља Манфреда, понудио своја права на Цариград, што га је занимало. Поред тога, Ђенова је изјавила да је спремна да пружи помоћ Немцима уз помоћ својих сународника који живе у Цариграду у случају напада Латина на град. Јасно је зашто: Ђенова није могла дуго да остане у конфронтацији са папским Римом. Али цар Михаило VIII је већ почео да се оптерећује савезом са Ђеновом, преферирајући помирење са Млетачком републиком. Сазнавши за тајне преговоре између владара Ђенове и непријатеља Византије, цар Михаило VIII се разбеснео и одмах истерао све Ђеновљане из престонице.
У међувремену, на историјској сцени се појавила фигура која је у великој мери утицала на потоње догађаје и политику цара Михаила VIII Палеолога – гроф Карло I Анжујски, брат француског краља Луја IX Светог, де факто владар грофовије Прованса.
Грофа Карла I је за прву улогу позвао папа Урбан IV, који је био забринут за судбину сицилијанске круне. Папа је прво позвао француског краља Луја IX Светог да преузме Сицилију под своју власт, али је круну препоручио грофу Карлу I Анжујском. Међутим, тиме су прекршена права краља Манфреда Хоенштауфена, који је био уверен да је он једини легитимни владар Сицилије. 26. јуна 1263. године, склопљен је споразум између грофа Карла I Анжујског и папског Рима, по коме је гроф Карло I добио круну. Сазнавши за споразум између папе и грофа Карла I, краљ Манфред Хоенштауфен је почео да предузима мере против Рима.
26. фебруара 1266. године, код Беневента су се сукобиле француска и немачка војска, а Французи су победили и сам краљ Манфред Хоенштауфен је погинуо у бици. Након тога, папа је Карла I Анжујског прогласио краљем Сицилије.Међутим, убрзо је Манфредов наследник и војвода од Швапске, Конрадин, прогласио своја права на престо Краљевине Сицилије. Дана 27. маја 1267. године, посредовањем папе Климента IV, склопљен је споразум између цара Балдуина II Куртенеа и краља Карла I Анжујског. Цар Балдуин II Куртене је био принуђен да пристане на пренос права на било коју трећину територије бившег Латинског царства на краља Карла I Анжујског. Почевши са припремама за рат са Византијским царством, сицилијански краљ је покушао да склопи неколико важних савеза за њега, али, на срећу по Грке, у томе није био баш успешан. Када су француски посланци стигли код Монгола да преговарају са њима о почетку заједничких војних операција, испоставило се да је ирански Илхан Абака кан, наследник монголског кана Хулагуа, већ био ожењен византијском принцезом Маријом Деспином Палеолог, ванбрачна ћерка цара Михаила VIII, дубоко поштована од Монгола, и стога кан није желео да чује ни за какав војни савез.

#### Уговори Византијског царства са Венецијом 1265. и 1268. године.
1265. године, искористивши забуну у редовима савезничке коалиције усмерене против Византијског царства, цар Михаило VIII Палеолог је закључио мировни уговор са Млетачком републиком.
Према овом документу, дужд, који је у то време био Ренијеро Зенон, није улазио у савезе усмерене против царства. Заузврат, византијски цар је вратио привилегије грађанима „Мер Серене Лади“, а такође јој је дозволио да задржи своје постојеће грчке поседе, истовремено обећавајући да ће протерати Ђеновљане са територије своје државе.
Али због измењене спољнополитичке ситуације, влада италијанске трговачке републике одлучила је да одложи потписивање споразума. Неуспех у преговорима са Млетачком Републиком омогућио је цару Михаилу VIII Палеологу да започне активне преговоре о обнављању уговорних односа са Ђеновском Републиком и 1267. године, је склопљен споразум.
Тек 1268. године, Млечани су потписали још један мировни уговор са Византијским царством. По њему су грађани републике могли слободно да стичу имовину у царству, а такође им је била загарантована сигурност од напада Ђенове, у замену за шта није требало да нападају њене грађане. Дужд се одрекао титуле „владар три осмине Ромејског царства“, а млетачки представник у Цариграду променио је титулу подеста у баило. Споразум је био веома користан за обе стране, а 1273. године је продужен.
Тада је гроф од Провансе Карло Анжујски отишао код угарског краља Беле IV, представника династије Арпада, који је више пута предлагао организовање крсташког рата против Византијског царства. Али када је савез био скоро закључен, почео је рат са краљем Јерусалима и војводом од Швапске Конрадином Хоенштауфеном за Италију. Сицилија, незадовољна доминацијом Француза, била је на ивици побуне, а сам краљ Конрадин је, добивши подршку многих немачких феудалаца, у октобру 1267. године, напустио Немачку и прешао у Италију. Гроф Карло Анжујски му је кренуо у сусрет.
Дана 23. августа 1268. године, непријатељи су се састали у бици код Таљакока и после дуге и крваве битке гроф Карло је поново победио. Краљ Конрадин Хоенштауфен и његов савезник маркгроф Фридрих I из породице Церинген осуђени су и обезглављени 29. октобра 1268. године. Овај догађај се догодио као резултат акција краљ Карла I Анжујског, који је погубио потомка краљевске крви. Али за краља Карла I је то значило само једно - обезбеђивање хегемоније над Сицилијом и јужном Италијом. Сада је могао да се усредсреди на остварење свог сна - стварање медитеранског царства, које би укључивало Византију. Међутим, прошло је доста времена пре него што су успели да угуше побуну на Сицилији, освоје Фиренцу и ставе Тоскану под своју контролу. Све је то дало кратак предах Византијском царству.
У међувремену, нови папа је наставио преписку са византијским царем Михаилом VIII Палеологом. За разлику од покојног папе Урбана IV, он се није задовољио нејасним, по његовом мишљењу, уверавањима цара Михаила VIII Палеолога и нашао је да је грчко исповедање вере које му је послато у Риму пуно грешака. Папа Климент IV сматрао је потребним да византијском цару пошаље латинско исповедање вере са детаљним приказом свих догмата, канона и литургијских пракси Римокатоличке цркве, а посебно доктрине о примату римокатоличке столице у хришћанској Цркви. Папа је захтевао да византијски цар и сви источни епископи ставе своје потписе.
Тада је византијски цар Михаило VIII Палеолог предложио папи Клименту IV заједнички крсташки поход на Исток, а папа је оклевао – овај предлог је био веома примамљив. Међутим, 17. маја 1267. године, одговорио је Цариграду да се о питању разговора о било каквим заједничким подухватима може расправљати тек након што Грци и православна црква признају његову власт.
Док је краљ Карло I Анжујски био заузет ратовима на западу, цар Михаило VIII није губио време. У Риму су са великом узбуном пратили Карлову политику, који је показивао велике апетите и није желео да своје поступке усклади са папама. А 1269.године, предложио је Млечанима да раскину уговор са Цариградом. Из опреза, Млечани су, за почетак, мало секвестрирали односе са царем Михаилом VIII Палеологом. Као одговор, византијски цар је променио своје обавезе према републици: повукао је обећање да ће протерати Ђеновљане са територије Византијског царства и обезбедити Млечанима настамбе у главним грчким приморским градовима. То је охладило Млечане, те се нису усуђивали да ризикују, дајући коначно предност краљу Карлу I Анжујском у односу на Византију.
Међутим, све то није могло битно утицати на судбину предстојећег Карловог похода на Цариград. Цар Михаило VIII Палеолог је схватио да само папа може задржати сицилијанског краља. Док је Апостолска столица била празна, одржао је многе састанке са источним епископима, где је покушавао да пронађе предуслове за црквену унију.
У пролеће 1270. године, краљ Карло I Анжујски је коначно одлучио да ће на лето свакако организовати поход на Цариград. Нови папа још увек није изабран, што му је оставило слободне руке. Српски краљ Стефан Урош I добровољно се јавио да постане Карлов савезник. Византијско царство је било у великој опасности. Цар Михаило VIII је почео активно да комуницира са римском куријом у потрази за спасом. Иако папа још није био изабран, било је кардинала чији се утицај на ток политичких догађаја није могао потценити. Великодушно шаљући новац и дарове Риму, цар Михаило VIII Палеолог је послао писма у којима је изјавио да је спреман да учини све да уједини цркве. Ови догађаји су учинили свој посао, у великој мери пореметили су планирани поход краља Карла I Анжујског на Цариград. Поред тога, цар Михаило VIII Палеолог је 1270. године, послао два посланства у Париз краљу Лују IX Светом. Знајући за побожност Француза, који је сањао да организује нови крсташки рат против муслимана, понудио му је своје услуге. Овај предлог је осрамотио краља: он није имао симпатија према Грцима, али такође није желео да војна моћ његовог брата краља Карла I Анжујског, уместо да помогне крсташки рат на Истоку, заглави у Цариграду. Тада је краљ Луи IX послао писмо краљу Карлу I, у којем је изнео своје сумње.
Сам краљ Карло I Анжујски је почео да размишља. Искрено се дивио свом брату и био је свестан утицаја и ауторитета који је стекао у Европи. Стога се није придружио крсташком рату краља Луија IX Светог. Истовремено, није хтео да одустане од свог сна – Цариграда. Након неког размишљања, краљ Карло I је предложио да његов брат започне крсташки рат против муслимана, и одабрао је туниски Хафсидски калифат као своју мету. 1. јула 1270. године, војска краља Луја IX Светог је кренула у крсташки рат. Краљ Карло I је морао да прекине своје припреме за рат са Цариградом, придруживши се остатку крсташа. Французи су се искрцали у Тунис 17. јула 1270, Сицилијанци 24. августа. Поход није донео неке посебне резултате, али је краљ Луј IX Свети током њега умро од болести. Филип III Смели постао је нови краљ Француске.
Смрт његовог брата и избор његовог невољног синовца, краља Филипа III Храброг, били су тежак губитак за краља Карла I Анжујског. 1. септембра 1271. године, изабран је нови папа. Најзад, одсуство папе са апостолске столице било је веома корисно за краља Карла I – ослободило му је руке на Истоку. Али краљ Филип III је категорички инсистирао на својој одлуци – да сачека избор новог папе, па да реши војно питање са Грцима. Најзад је изабран папа - Гргур X. У то време био је са принцом Едвардом од Енглеске у Палестини и тек у јануару 1272. године, стигао је у јужну Италију, где га је краљ Карло I упознао.
Док је нови папа стигао до проповедаонице, сицилијански краљ је наставио политику дипломатског гушења Византије. Искористивши смрт епирског деспота Михаила II Дуке почетком 1271. године, краљ Карло I је припојио део територије Епира. Краљ Карло I Анжујски је склопио савезе са српским краљем Стефаном Урошем I, чија је жена краљица Јелена била Карлова рођака, и са бугарским царем Константином I, чија је жена царица Ирина, била сестра ослепљеног цара Јована IV Ласкариса. Све је било у реду, осим једне ствари – сицилијански монарх није знао како ће се понашати нови папа. А папа Гргур X, који је успут успео да осмисли основна начела своје политике, већ априла 1271. године, својом булом, сазвао је нови Васељенски сабор у Лиону 1. маја 1274. године, дефинишући његов дневни ред са 3 питања: црквена реформа, односи са Источном црквом и нови крсташки поход на Палестину. У очима папе нови крсташки рат добија посебан значај и он је желео да у њему учествују сви хришћани, и западни и источни. Краљ Карло I Анжујски је имао све разлоге да буде незадовољан овим: питање крсташког похода и потребе да се закључи унија са Цариградом поново је замрзнула његов рат са Византијом на неодређено време. Али било је немогуће отворено се супротставити папи – краљ Карло I се надао да ће добити подршку папе у свом обрачуну са Ђеновом, који је тајно подгревао цар Михаило VIII Палеолог. Али папа Гргур X је био спреман да подржи само она ограничења која су била корисна за Римску цркву и која су обезбедила стабилност у хришћанском свету. Карлов поход на Цариград висио је у ваздуху све док је папин благослов био одсутан. У међувремену, цар Михаило VIII је регулисао своје односе са Краљевином Угарском оженивши свог сина Андроника ћерком угарског краља Стефана V 1272. године.

## Претња краља КарлаАнжујског и Лионска унија
У фебруару 1271. Карло I Анжујски започиње ширење на другој страни Јадрана, тако да најпре заузима Драч, а брзо после тога контролише већину Албаније. Фебруара 1272. проглашава се краљем Албаније. Краљ Карло I се надао да ће кренути у освајање Цариграда, али одгодио је све због жеље папе Гргура X да уједини православну и католичку цркву.
Краљ Карло I је иначе био у лошим односима са гибелинским (антипапски град) градом Ђеновом. Новембра 1272. године, избија рат са Ђеновом, а остали гибелински градови придружују се Ђенови, па се гибелинска побуна раширила по целој северној Италији. Цар Михајло  Палеолог је слао новац гибелинским градовима северне Италије.
Како би избегао поход краља Карла I Анжујског на Цариград, цар Михајло VIII је ушао у преговоре о црквеној унији са папством. У јануару 1274. године, патријарх Јосиф I, који се у случају уније сада нашао у опозицији према цару, је притворен у манастир, и 6. јула исте године византијски емисари су у Лиону потписали унију са католичком црквом Лионску унију. Иако је представљала царев дипломатски успех, унија је у Цариграду примљена са отвореним незадовољством. Цар Михаило VIII је поново променио патријарха и овога пута омогућио избор присталице уније Јована  Века и смену патријарха Јосифа I чије су присталице постале познате као јосифити. Византијско друштво и црква су се жестоко поделили и цар Михаило VIII је своју политику спроводио силом чак и унутар сопствене фамилије. Са друге стране, полунезависни деспоти Епира и Тесалије су иступили као бранитељи православних и, иронично, подршку и помоћ су нашли управо код сицилијанског краља Карла I Анжујског.
Лионска унија је омогућила Србији и Бугарској да искористе неслогу и да помажу противнике уније. Цар Михајло VIII је успео да искористи грађански рат у Бугарској, па је заузео делове Тракије током 1270-их, а свога зета цара Јована Асена III је краткотрајно поставио на бугарски трон. Једно време дипломатска унија омогућила је цару Михајлу VIII да добије предах у сукобу са западним силама, али на крају је папа Мартин IV ипак екскомуницирао цара Михајла VIII, помажући на тај начин краљу Карлу I Анжујском.
Цар Михајло  Палеолог није успео да наметне унију у Византији, али и даље је уверавао папу да је искрен у покушајима да успостави унију. Због тога папа забрањује краљу Карлу I Анжујском да нападне Цариград. Знајући за то цар Михајло VIII Палеолог је започео кампању у Албанији при крају 1274. године, па заузима два града Берат и Бутринт. Имао је успеха и на Еубеји и Пелопонезу.

### Покушај склапања црквене уније 1274. године
Како је убрзо постало јасно, папа Гргур X није уопште сматрао могуће да започне рат са Византијом. Пошто је доста времена провео на Истоку, папа је савршено разумео да је могућност оживљавања Латинског царства илузорна. Али да је Византија добровољно приступила Риму, могла је постати непроцењив савезник. Без обавештавања сицилијанског краља, на путу за Рим написао је писмо цару Михаилу VIII Палеологу, у коме је изјавио своју ватрену жељу да организује црквену унију. Папа Гргур X је у свом писму цару Михаилу VIII Палеологу наговестио да не може дозволити Венецији да закључи споразум са Цариградом и, уопште, тешко је обуздао краља Карла I Анжујског, који је био спреман да изврши инвазију на Исток. А онда је директно позвао Грке да дођу у Лион како би јавно сведочили пред целим хришћанским светом о свом потчињавању Римској цркви.
Али за цара Михаила VIII Палеолога ово је била одлична шанса да одложи опасност од краља Карла I Анжујског, и он је то искористио. Цар Михаило VIII је папи одговорио одушевљеним тоном, позивајући га да чак и лично дође у Цариград ради решавања свих питања црквене уније. Папа Гргур X је схватио да је изабрао право време: окружен непријатељима са свих страна, цар Михаило VIII Палеолог није могао да одбије папин позив да дође на Лионски сабор, иако је будућа унија значила револуционарну промену у систему црквене власти Византије. Али цар Михаило VIII се није плашио тако далеких изгледа – надао се да ће лаки уступци у садашњем времену бити много безбеднији за Византијско царство него непосредни рат. И, уверен да је у праву, отишао је да се поново уједини са римским престолом, дајући упутства да припреми посланство за лионску катедралу.
Захваљујући Михаиловим напорима, у почетку је списак захтева са списка који су морали да се придруже византијски епископи био мали. Рим још није поставио питање латинских догмата – папа Гргур X је тражио само признање свог примата у Цркви, као и неколико других питања. Ако би Грци прихватили ове захтеве, проблем би се могао сматрати решеним.
Међутим, у том тренутку византијској епископији нису одговарали ни такви ултра-меки услови. Цар Михаило VIII је убеђивао свештенство и представнике најплеменитијих породица, незадовољне његовим положајем, да је много згодније и важније спречити претњу, него се касније борити са њом. Али није било користи. Најгоре је што је цариградски патријарх Јосиф, до сада одани царев савезник, овога пута стао на страну опозиције. По његовим тајним упутствима, хартофилакс Јован Век, када се састао са царем, изјавио је у име читавог епископата да, иако Грци не називају Латине јеретицима, у ствари јесу. 1273. године, Хартопхилакс је због тога бачен у тамницу.
Тада је цар Михаило VIII задужио неко свештенство да припреми опсежну студију о спорним догматским питањима, како би потом о томе разговарали са епископима. Заузврат, патријарх Јосиф и други епископи су започели своја истраживања, али су тежили другом циљу – да докажу цару Михаилу VIII немогућност уније са Римом. Сваки од епископа саставио је свој писмени став, а затим је задужио клирика Јова Јасита да све састави. Чак је и царева сестра Евлогија подржавала епископе.
Пошто је примио трактат епископа, цар Михаило VIII је схватио да од њих неће добити никакву подршку. После неког размишљања, цар Михаило VIII је одлучио да придобије Јована XI Века, који је још увек био у затвору. Цар Михаило VIIIПалеолог је дошао код њега и убедио га да самостално проучи аргументе у корист уније и аргументе против ње.
Пошто је наишао на отворен отпор епископата и блиских рођака, цар Михаило VIII је одмах започео прогон својих непријатеља. Почео је прогон опозиције.
Избезумљени патријарх Јосиф I је написао окружну поруку и заклео архиепископе да нико од њих не пређе на страну католика. Скоро сви епископи су написали писмо, чиме су цара довели у никад тежак положај. Без сумње, цар Михаило VIII је имао све разлоге да буде незадовољан активаношћу патријарха Јосифа I, уз чију помоћ се надао да ће отклонити претњу са Запада. Цар Михаило VIII није имао избора, и почео је да разговара не само са патријархом Јосифом I, већ и са епископима.
И одједном, 1274. године, цар Михаило VIII је неочекивано добио помоћника - хартофилакса Јована Века. Након проучавања католичких књига, Јован Век је дошао до закључка да Римска курија, са становишта догме, није била толико лажна. Обавестио је цара Михаила VIII о признању његових ранијих грешака и узео активно учешће у преговорима са епископима.
Вероватно је папа Гргур X знао за проблеме са којима се цар Михаило VIII суочио, па је одлучио да мало уплаши Грке забранивши Млечанима да обнове уговор са Византијом. Цар Михаило VIII Палеолог је ставио престоницу под опсаду и почео да се припрема за рат. Они су хитно обновили уговорне односе са Ђеновљанима, који су масовно примљени у византијску службу.
Цар Михаило VIII је поново изабрао да све реши дипломатским путем. Требало је омекшати папу, а у својој поруци Риму цар Михаило VIII Палеолог је објаснио зашто тренутно није у стању да испуни своје обавезе, а истовремено је замолио папу да прихвати његову делегацију у Лиону.
Поред тога, цар Михаило VIII је позвао патријарха Јосифа I да се повуче у манастир за време трајања Лионског сабора, као да се повуче, али уз обавезно помињање његовог имена на свакој Литургији, као патријарх. Ако до уједињења цркава не дође, патријарх Јосиф I се може вратити својим дужностима. Ако дође до уједињења, он ће добровољно поднети оставку, а на његово место ће бити изабран присталица уније. Патријарх је пристао.
У међувремену, преговори о црквеној унији, који су трајали током 1273. године, разбеснели су сицилијанског краља. Био је принуђен да обустави припреме за свој поход на Цариград. Његов уговор са царем Балдуином II истекао је 1274. године, након чега је сматран неважећим – у овом случају краљ Карло I је изгубио права на територије које му је латински цар уступио.
Сабор је отворио папа Гргур X 7. маја 1274. године. Пошто је један од послатих бродова потонуо, пристигла византијска делегација није представљена тако величанствено како би византијски цар желео. Али дипломате су и даље били радосно дочекани и одржали су службу уједињења. Прочитане су поруке цара Михаила VIII и његовог сина цара - савладара Андроника II у којима су оба владара признала примат Римске цркве. Међутим, упркос помпезним изразима, порука се у суштини није дотицала главних питања у формулацији која би била згодна за Рим.
Папи су пренети и захтеви Грка, на којима су пристали да закључе унију: пре свега да се уговори мир између Византије и краља Карла I Анжујског с тим да је то неопходно за учешће Византинаца у новом крсташком походу. Поред тога, папа Гргур X је био обавезан да одбије пријем побуњених вазала византијског цара, и, коначно, они су тражили признавање права цара Михаила VIII Палеолога на престо.
Трећа посланство – епископа Источне Цркве – садржала је још нејасније ставове. Да би уклонио опресивно ћутање након читања ових порука, Георгије Акрополит се у име цара Михаила VIII заклео да ће прихватити католички Симбол вере и признати католичке догме као једине истините. Али када је папа Гргур X затражио писану копију ове заклетве, Акрополит је одговорио да је она изгубљена током олује.
Али папа је ипак тријумфовао. С обзиром да је извојевао одлучујућу победу, папа Григур X је послао посланство у Цариград, писмено подржавши цара. Унија се званично догодила, али само формално, што папа још није ни слутио. На крају Сабора, 6. јула 1274. године, епископ Рима је одржао свечани скуп посвећен уједињењу Цркава. Пошто је саслушао извештај посланства, цар Михаило VIII Палеолог је имао све разлоге да сматра да је његова политика успела: поново је добио значајно одлагање од напада краља Карла I Анжујског и, поред тога, постигао је да Рим призна његова права на царски престо. Сада нико није могао сумњати у његову самодржавност и власт као византијског цара. Истовремено, схватајући да наставак јединствене црквене политике и прихватање лионских одлука може довести до побуне, цар Михаило VIII је одлучио да игра на мале уступке, не дајући папи главно – потчињавање православној цркви. Али Лионски споразуми постали су крах нада сицилијанског краља. Карлови послови нису ишли тако успешно како би он желео. У октобру 1274. његове трупе су претрпеле губитке у рату са Ђеновом, а ситуација у Пијемонту је постала потпуно жалосна. Између осталог, краљ Карло I је морао ћутке да посматра како Византинци, искористивши то што је папа забранио Сицилијанцима да се боре против њих, почињу да Србима, Бугарима и Мађарима узимају Албанију и Балкан.
Византијски цар Михаило VIII је одлично схватао да је без војних успеха његова црквена политика осуђена на пораз. Стога, чим су се његови изасланици вратили из Лиона, цар Михаило VIII је послао своје трупе у Албанију, заузевши град Берат и поморску луку Бутринт. У пролеће 1275. године, византијска војска, састављена углавном од куманских најамника, претрпела је пораз од Латина код Навпатраса, када је требало да нападне Епирску деспотовину. Али неколико дана касније, византијска флота под командом Алексија Филантропина поразила је млетачко-ломбардијску флоту код обале Деметрије. Ова победа отворила је Егејско море Византинцима. Крајем 1275. године, Византинци су на Пелопонезу поразили трупе краља Карла I Анжујског и војводе Вилијама II, што је омогућило Константинопољу да ојача свој утицај у Лаконији, на југоистоку полуострва. Године 1276. све се тачно поновило: цар Михаило VIII је поново послао војску у средњу Грчку, где су Византинци претрпели нови пораз, а у лето те године њихова флота је поново победила Италијане.
Све ово време византијски цар Михаило VIII је узалуд покушавао да се претвара да је Цариград признао унију. У принципу, византијски епископи су могли мирно да пристану на унију под условима које им је папа поставио. Цар Михаило VIII Палеолог је искрено објаснио да је реч о животу и смрти Византијског царства, за шта је вредело жртвовати три тачке на листи несугласица са католицима. Најзад, уморан од објашњења која нису донела резултате, цар Михаило VIII је позвао сваког од епископа да изнесе своје мисли како да избегне опасност. Али ни то није помогло: епископи су на сваки могући начин избегавали давање савета.
Схвативши да још нема шта да се пријави папи, цар Михаило VIII је одлучио да га лично позове у Цариград, надајући се да ће папин долазак решити главна питања. Папа Гргур X је пристао, а цар је послао дипломату у Рим да преговара о месту и времену састанка. То је требало да се догоди на Васкрс 1276. године, али то никада није било суђено – јануара 1276. године умире папа Гргур X.
Његова смрт била је тежак ударац за Михаила VIII Палеолога. Пошто је комуницирао са неколико римских бискупа, он је ценио такт и скроман обим захтева покојног папе Гргура X. Био би врхунац ароганције веровати да ће нови папа, у чијем ће избору вероватно активно учествовати краљ Карло I Анжујски, водити такву компромисну политику. Требало је још једном показати римској курији успехе Византинаца у спровођењу Лионске уније и, стога, физички уклонити препреке које су стајале на путу цару Михаилу VIII.
Цар Михаило VIII је, искористивши чињеницу да се цео Цариград сматрао царском имовином, одузео куће главним подстрекачима конфронтације. И сам патријарх Јосиф I је пожурио да се скине са амвона. Име патријарха се више није помињало у литургији, а римски епископ је у диптиху уврштен као „васељенски папа“.
Цар Михаило VIII Палеолог се још једном показао у праву у својим страховима. 21. јануара 1276. године, Иноћентије V је постао папа. Да би угодио краљу Карлу I, одмах је захтевао да Ђенова склопи мир са краљем Карлом I Анжујским. Пристали су - неславно за краља Карла I, али ослободивши му руке за рат на Истоку, мир је закључен 22. јуна 1276. године, али је буквално 4 дана касније папа Иноћентије V умро. Нови папа, одани пријатељ краља Карла I Анжујског, папа Адријан V, изабран 11. јула 1276. године, умро је 18. августа исте године у Витербу. Папа Јован XXI, који се допао краљу Карлу I, постао је следећи папа, али није желео да непотребно јача опасног и амбициозног Француза на штету Апостолске столице.
Осим тога, папа Јован XXI се несвесно нашао везан Лионском унијом. Да би краљу Карлу I Анжујском дао благослов за рат са Грцима, требало је да добије поуздане доказе да Константинопољ не испуњава своје обавезе. Међутим, цар Михаило VIII је и ово схватио. Цар Михаило VIII Палеолог је више пута доказао Риму да је спровођење Лионске уније преко ноћи био тежи задатак него што су сви у почетку мислили. Византинци који су још били живи, сећали су се шта су крсташи урадили у њиховој древној престоници, а савременици су већ чули за страхоте латинске окупације Кипра. Осим тога, цар Михаило VIII је истакао да је обнављање јединства Цркава у великој мери отежано војним претњама. Ако буду елиминисани, Грци ће из прве руке видети колику моћ има папа. Непотребно је рећи да је ово био још један Палеологов трик, али је то био паметан трик који је захтевао достојан дипломатски одговор.
Да би показао Риму са каквим се жаром борио за Лионску унију, цар Михаило VIII Палеолог је обавестио папу о смени цариградског патријарха и избору, по његовом наређењу, Јована Века, чврстог присталице уније, на упражњену столицу. Византијско посланство, које је стигло у Рим пре смрти папе Гргура X, затражило је од папе да хитно покрене крсташки рат против муслимана који су претили Византији са истока и да анатемише све цареве непријатеље. Папа Иноћентије V, који је морао да размотри петицију, сложио се да ће бити потребно много рада да би се унија остварила, али је избегао питање крсташког рата. Такође је одбио да екскомуницира непријатеље цара Михаила VIII Палеолога.
На Михаилову жалост, под утицајем сицилијанског краља Карла I, папа Јован XXI послао је посланство у Цариград како би његови легати својим очима видели шта цар Михаило VIII Палеолог чини да испуни своје обавезе. Као одговор, цар Михаило VIII Палеолог је послао писмену потврду претходно дате заклетве и приложио поруку патријарха Јована X Века и византијских епископа. Иако су речи грчких архипастира још увек биле нејасне, папа Јован XXI је забранио краљу Карлу I Анжујском рат са Цариградом, надајући се да ће мирним путем добити власт над Грцима.
Иако су стална кашњења изазвала приличну забринутост краљу Карлу I Анжујском, дубоко у себи је веровао да ће пре или касније покушаји да се унија спроведе пропасти, и да ће му папа тада дозволити да крене на Цариград. Искрено се надао да ће га папа признати као свог највреднијег савезника, али се 12. маја 1277. године, догодио непредвиђени догађај. Дан раније, папа је наредио да се изврши поправка у његовој спаваћој соби, али занатлије су журиле, а ноћу се плафон срушио на главу успаваног папе Јована XXI, а 8 дана касније он је умро. Папа Никола III, изабран 25. новембра 1277. године, тешко се могао убројати у пријатеље краља Карла I Анжујског.
Године 1277. посланици цара Михаила VIII Палеолога, који су били послати папи Јовану XXI, стигли су код папе Николе III. Обавестили су га да је цар потврдио све раније обавезе, а у име цариградског патријарха пренели су да признаје папу за свог господара. Али папа није био тако једноставан као што су Грци мислили. Посебно је дао аудијенцију посланицима краља Карла I Анжујског у присуству византијских изасланика, како би ови могли јасно да виде какве планове има на уму сицилијански краљ. Истовремено, Французима је отворено речено да папа Никола III не одобрава поход краља Карла I Анжујског на Цариград, јер су Грци сада „синови римске цркве“.
Цар Михаило VIII је савршено разумео да је ово одлагање привремено. Када папа буде проверавао резултате спровођења споразума, побеснеће. Нешто је требало хитно предузети, иначе би сицилијанска војска извршила инвазију на Византију. Проблем је био отежан чињеницом да су се царева сестра Еулогија и њена ћерка царица Марија, која се удала за бугарског цара Константина I, активно противиле унији, подржавајући њене противнике. Године 1277. бугарска царица Марија је преузела власт у земљи у своје руке, користећи се мужевљевом болешћу, а опасност од Бугарске је нагло порасла.
Поново је почела жестока борба са опозицијом. Први је страдао бивши патријарх Јосиф I, у чију су келију непрестано пристизали монаси, отворено изјављујући одлазак у раскол због неприхватања Лионске уније. Цар Михаило VIII је био уморан од вести да патријарх Јосиф I постаје невољни центар опозиције, те га је 1275. године, преместио на острво Хила на обали Црног мора.
Године 1279. изненада је покренут случај против патријарха Јована X Века оптужујући патријарха да је вређао царско величанство. Главни тужилац био је Исак, митрополит Ефески, духовни отац цара. Цар Михаило VIII Палеолог није желео да дозволи репресалије над патријархом и због тога је одложио разматрање случаја. Али истовремено, схватајући да патријарх Јован X Век није у стању да реши питање црквеног раскола, плашећи се све веће независности цркве од царске власти, цар Михаило VIII Палеолог је издао указ којим је од сада забранио цариградском патријарху да се меша у ствари. манастира који се налазе у другим митрополијама. Ово је био директан и тежак ударац на прерогативе патријарха, који је заправо укинуо његова древна овлашћења. Цар Михаило VIII је, по свему судећи, желео да покаже свима да је он, као и претходни цареви, био на челу црквене управе, и није намеравао да мирно гледа како се поједини епископи, па и сам цариградски патријарх, оглушују о његова наређења.
Као даљу меру против раскола, цар је званично забранио јавне расправе о контроверзним догматским питањима, плашећи се да гласине о тим расправама не допру до Рима и да тада нико неће моћи да убеди папу да су Грци прихватили Лионску унију. Али патријарх Јован X Век није послушао царево наређење, покушавајући да докаже својим противницима да су грчка и римска црква биле подељене натераним противречностима.
Пошто је добио укор од цара Михаила VIII, патријарх Јован X Век је 1279. године, добровољно напустио патријаршијску столицу. Ово је било веома неприкладно, пошто су баш у то време стигли папски нунцији. Папа Никола III је послао нову поруку цару Михаилу VIII Палеологу, која се састојала од 10 додатних услова. То је укључивало: захтев за потврду заклетве од стране цара и његовог сина о потчињавању Риму, као и писмену сагласност патријарха и свих епископа да се придржавају латинског Символа вере. Поред тога, сви грчки обреди били су подвргнути ревизији од стране Рима и нису се могли користити у источним црквама током служби. Папа је такође сматрао да сви Византинци треба да се покају пред папским легатима послатим у Цариград, а цар се заједно са патријархом обавезао да ће све противнике уније екскомуницирати из Цркве. То су, у најмању руку, били увредљиви захтеви за Грке, који су и у очима Византинаца понижавали положај цара. Испоставило се да је цар био у заједништву са папом, који је хтео да понизи православље.
Цар је хитно написао поруку Јовану Веку, у којој је тражио да напусти место самоће и састане се са римским изасланицима. Док је Век размишљао, нунцији су хтели да стварно провере спровођење Лионске уније, и да, у најмању руку, лично чују како се Символ вере певао у католичкој верзији током Литургије. Схвативши да би такав предлог папиних изасланика, јавно објављен, изазвао праву побуну, цар Михаило VIII је хитно сазвао епископе на сабор. Коначно, Јован Век се састао са посланицима, којима нису рекли о његовим неслагањима са царем и поново је сео на патријаршијски престо.
По свему судећи, папа је био задовољан извештајем свог посланства и још једном је забранио краљу Карлу I Анжујском рат са Цариградом. Штавише, закључио је тајни уговор са царем Михаилом VIII Палеологом и краљем Педром III од Арагона против краља Карла I Анжујског. Али сицилијански краљ није морао дуго да трпи – 22. августа 1280. године, умире папа Никола III.
Али борба против противника уније је настављена. Пошто црквеном политиком није задобио љубав својих поданика, напаћеним са Истока и Запада, и готово изгубивши наду у мир са Римом, цар је био у изузетно тешкој ситуацији, али ни сада није клонуо духом. Појачао се црквени раскол и противљење цару код његових најближих и високих функционера. Али цар никада није толерисао отворену непослушност његовој вољи. Цар Михаило VIII је почео немилосрдно да мучи и ослепљује противнике уније. По речима једног савременика, цар је достигао толику тачку гнева да је, чим је добио денунцијацију неког лица, одмах наредио да се оптужени погуби, а да није ни разумео за шта је оптужен.
Тренутно стање у Византији и Источној Цркви нема смисла једнозначно оцењивати. Наравно, царске репресалије против опозиције оставиле су тежак утисак на оне око њега. Али ауторитет цара Михаила VIII и висока слика цара и даље су доминирали византијским друштвом. Конкретно, свети оци Свете Горе су убрзо после склапања уније послали цару писмо, у коме су Старци доказали погрешност неких латинских обреда. Знајући добро колико су оштре казне царског суда према онима који нису прихватили Лионску унију, оци су, далеко од ласкања, ипак писали похвалним тоновима.
У међувремену, сицилијански краљ је започео своје прве операције на Балкану. Године 1280. заузео је град Бутринт од Епирске деспотовине и послао војску коју је предводио Хју де Сали у унутрашњост земље. Током јесени те године, његова војска је отерала Византинце назад у Берат и опседала град. Цар Михаило VIII је послао све расположиве снаге у помоћ опкољеном гарнизону под командом свог сестрића Михаила Тарханиота, али је он стигао у Албанију тек фебруара 1281. године.
У војним окршајима који су уследили, успех је пратио Византијце, који су два пута успели да победе Французе, па чак и да заробе Де Сулија. Сицилијанци су побегли, а цар Михаило VIII Палеолог је преузео контролу над северним Епиром и делом Албаније, иако је краљ Карло I Анжујски задржао земље од Драча до Бутринта. Иго де Сули је вођен у ланцима улицама Цариграда, а цар Михаило VIII је чак наредио да се ова слика прикаже на фресци у његовој палати.
А у Риму је одлучена судбина папског престола. Иако су избори трајали прилично дуго, за Карла I су се завршили оптимистично: 23. марта 1281. године, Карлов присталица Мартин IV био је уздигнут на Апостолску столицу. За њега су увек на првом месту били интереси француске круне и лично краља Карла I Анжујског. Осим тога, нови папа је сматрао да није потребна никаква унија са Грцима. Убрзо је прекинуо све односе са византијским царем, наводећи чињеницу да цар Михаило VIII Палеолог није испунио своје обавезе.
Цар Михаило VIII Палеолог је хитно послао дипломате у Рим, али је она примљена изузетно хладно. Краљ Карло I Анжујски и француски краљ Филип III састали су се 3. јула 1281. године, са представницима Млетачке Републике и, уз благослов новог папе, потписали споразум „О оживљавању Римског царства које су узурпирали Палеолози“. Убрзо су им се придружили Пизанци, Латини са Пелопонеза; а само су Ђеновљани одбили да се боре против својих савезника.
Папа Мартин IV је 18. новембра 1281. године, анатемисао цара Михаила VIII Палеолога, обавезујући га да до 1. маја 1282. године, пренесе Византијско царство под власт Рима. Иначе, цар Михаилу VIII Палеологу је објављено да ће бити подвргнут вечној анатеми. Једино што је византијски цар морао да сачека била је офанзива армаде краља Карла I Анжујског у лето 1282. године. Овај драстичан потез бацио је у прашину политику претходних деценија. Наравно, сада није могло бити говора ни о каквој унији: цар Михаило VIII Палеолог се осећао изданим од римског епископа и увређеним. Цар Михаило VIII је желео да одмах јавно раскине уговор са Римом, али је боље размислио – уосталом, у овом случају је својим рукама потписивао погрешност политике претходних година.Јасно је да то за цара није могло проћи без трага. Стога се цар ограничио на забрану помињања папиног имена на Литургији. Али Византија је остала беспомоћна пред армадом Латина, коју је предводио краљ Карло I Анжујски. Међутим, овде су се коначно показали плодови стратегије цара Михаила VIII Палеолога, коју је спроводио скоро две деценије.
Занесен идејом о изградњи медитеранског царства, краљ Карло I Анжујски потпуно је заборавио на своје непријатеље у Европи, незадовољство Сицилијанаца који су патили под његовом влашћу, масу племића које је протерао са острва и велике порезе којима је мучио острвљане. Како се испоставило, прогнаници са Сицилије нашли су уточиште код арагонског краља Хаимеа I, чији је син инфант Педро био ожењен Констанцом, ћерком покојног сицилијанског краља Манфреда Хоенштауфена. А 1276. године, Педро је постао краљ Арагона, успоставио дипломатске односе са Константинопољем и почео да припрема грандиозну заверу против Сицилије.
Конфронтација између Арагонаца и Француза посрамила је и папу. Истовремено је благословио два крсташка рата – један за краља Карла I Анжујског против Византије, а други за краља Педра III Арагонског у Тунису, заправо јасно усмерен против краља Сицилије.
У пролеће 1282. огромна флота краља Карла I Анжујског већ је била у лукама Месине, спремна за пловидбу. Млечани и католици Епира и Тесалије били су спремни да му се придруже. Србија, Бугарска и Мађарска желеле су да подрже овај подухват, надајући се да ће успут проширити своје територије. Све је указивало на успех кампање.
Али онда се изненада догодио догађај који је означио крах целокупне политике краља Карла I Анжујског и његових снова – на Сицилији је почело Сицилијанско вечерње, што је довело до потпуног уништења Француза на острву и свргавања власти краља Карла I од Анжуа. Устанак је почео 29. марта 1282. године, на Васкрс. Разлог је било флертовање француских званичника у Палерму са младом Сицилијанком током свечаности, које се завршило тако што је женин муж пред гомилом насмрт избо преступника. Французи су похрлили да освете свог друга, али су их Сицилијанци напали и све побили. До следећег јутра, гневни Сицилијанци су убили 2 хиљаде Француза.
Краљ Карло I Анжујски је био у Напуљу када је сазнао за немире на Сицилији и масакр у Палерму. Не знајући правих размера катастрофе, разбеснео се, плашећи се само да би због побуне његов поход на Цариград могао поново бити одложен. Али већ 8. априла 1282. године, Карлова флота у Месини је скоро потпуно уништена. Пошто је отказао поход на Византинце, он је, уз подршку папе, почео да окупља војску на Сицилију, намеравајући да је поведе да угуши побуну. Папа Мартин IV екскомуницирао је вође сицилијанског устанка из Католичке цркве, а заједно са њима и цара Михаила VIII, кога је назвао „који себе назива византијским царем“. Али већ 30. августа 1282. године, арагонска војска се искрцала на Сицилији. Почео је велики европски рат, који је одложио поход на Цариград на неодређено време.
Сада је Краљевина Сицилија била подељена на два дела. Краљ Карло I Анжујски је владао Напуљем, а краљ Педро III Арагонски је владао на Сицилији. Свима је постало јасно да више неће бити никаквог медитеранског царства, а последњи савезници су један за другим напуштали краља Карла I. Сада није било речи о нападу на Цариград. А 7. јануара 1285. године, краљ Карло I Анжујски умире у Фођи.
Византија је спасена. Али само сам цар Михаило VIII и његово уже окружење су у том тренутку ценили последице овог догађаја – многи Византинци су проклињали цара Михаила VIII који је издао православље.

## Нови папа и потпиривање побуне на Сицилији против Карла Анжујског
Избором новог папе Мартина IV, краљ Карло I добија 1280. године, слободу деловања против Византије. Папа је био Француз и ставио је цео папски апарат краљу Карлу I на располагање. Одустало се од уније, а краљ Карло I Анжујац добија одобрење да обнови Латинско царство.
Краљ Карло I започиње рат у Албанији. Осваја 1280. године, Бутринт у Епирској деспотовини. Започео је и опсаду Берата. Када је стигла византијска војска, разјурила је Карлову војску и заузела је унутрашњост Албаније. Карлова војска је губила и у Ахаји.
Цар Михајло  Палеолог и краљ Педро III Арагонски су ковали планове против краља Карла I Анжујца. Анжујци су били непопуларни на Сицилији. Сицилијом су владали корумпирани француски службеници. Побуна против Француза избија на Васкршњи понедељак 30. марта 1282. године, и позната је као Сицилијанска вечерња. Хиљаде Француза је убијено током побуне. Једино су поштеђени они Французи, који су се добро понашали према становништву.
До краја априла једино је Месина остала у рукама краља Карла I Анжујца. Због дипломатских грешака Карлових представника и Месина се буни 28. априла 1282. године. У Месини је запаљена Карлова крсташка флота.
Краљ Педро III Арагонски је био изненађен, јер је побуна уследила раније него што се надао. Побуна је требало да уследи када краљ Карло I Анжујац крене према Цариграду. Сицилијанци су замолили папу да их стави под своју заштиту. Међутим папа Мартин IV је био изузетно лојалан краљу Карлу I Анжујском и француским интересима, који су стајали иза њега, па екскомуницира побуњенике, као и цара Михајла VIII Палеолога и гибелинске градове северне Италије.

## Односи са крсташким државама
Убрзо након ослобођења из византијског ропства 1261. године, ахајски кнез Виљем II де Вилардуен је почео да тражи савезнике и очекивао помоћ западноевропских земаља. Сазнавши за то, цар Михаило VIII је послао војску у кнежевину под вођством свог брата севастократора Константина, али експедиција није успела. Византинци су први пут поражени у бици код Принице 1263. године, а након што се севастократор Константин вратио у престоницу царства – у бици код Макриплаге 1264. године.
Године 1275. војвода Атине Жан I де ла Рош је у савезу са владаром Тесалије севастократором Јованом I Дуком (чију је престоницу Неопатру неколико дана раније заузео цар Михаило VIII) извршио поход на Византију да би ослободио Тесалију. Војска цара Михаила VIII је била ослабљена претходним биткама, а победили су севастократора Јована I Дуку и Жан I де Ла Рош. Севастократор Јован I је успео да поврати своју престоницу.
Годину дана касније, у савезу са Гилбертом ди Вероном, војвода Јован I је отишао у помоћ Негропонту, који је опседао цар Михаило VIII Палеолог. Након што се искрцао на острво, изгубио је битку код Ватонде, рањен је стрелом и пао са коња. Атински војвода Јован I и Гилберт ди Верона су ухваћени и одведени у Цариград, где су изведени пред цара Михаила VIII Палеолога. Цару Михаилу VIII се допао војвода Јован I и добро се понашао према њему. Чак му је понудио и руку своје ћерке, али је војвода Јован I одбио ову понуду. Тек након плаћања откупнине од 30.000 солида и уговора о трајном миру између војводства и царства, војвода Јован I је стекао слободу и могао је да се врати у Атину 1278. године.
Друга држава крсташа, Сенорија Негропонта, налазила се на острву Еубеја. Убрзо по ослобађању Константинопоља, цар Михаило VIII је послао војску на Негропонте под командом Ликарија, који је успео да заузме цело острво осим тврђаве Халкис. Међутим, 1280. године Млечани су почели постепено да преузимају острво, што је касније довело до потпуног протеривања Византинаца 1296. године.

## Балканска политика
Године 1261. бугарски цар Константин I Асен Тих напада Цариград, али губи скоро целу војску. На поход га је навела његова жена царица Ирина Ласкарис, сестра цара Јована IV Ласкариса, која је желела да освети свог брата.
Године 1265. деспот Михаило II Дука, епирски деспот, и бугарски цар Константин I Тих, на челу 20 хиљада Монгола, упали су у Тесалију. Њима се придружио иконијски султан Килич-Арслан IV, којег је цар, спасавајући од Монгола, претходно населио у граду Ени. Једва побегавши од својих непријатеља, цар се вратио у Цариград, конфисковао султанову ризницу, ухапсио његову породицу, а својој војсци додао иконијски одред, који се у потпуности састојао од крштених Турака.
Док је цар Михаило VIII покушавао да закључи црквену унију са Западом, цар Константин I је покренуо још неколико похода против Византинаца. Али, пошто је прво заузео неколико области Тесалије и Македоније, претрпео је неколико пораза од византијске војске, којој је помогао кан Ногај, и изгубио не само своја освајања, већ и своје последње поседе у Македонији, као и градове Месемврија, Анхијал, Филипопољ, Станимак, Скопље, Прилепу и Полог.
Године 1272. бугарски цар Константин I Асен Тих је остао удовац, а византијски цар Михаило VIII је успео да га убеди да се ожени његовом сестричином Маријом Кантакузин. Када су Бугари, пошто нису добили обећано као мираз за невесту, покушали да крену против Византије, зауставили су их Монголи Ногајског темника. Суптилним маневрима било је могуће и помирење са Србијом и Угарском краљевином.
После битке код Пелагоније, српски краљ Стефан Урош I Велики почео је да успоставља добре односе са Византијом, а цар Михаило VIII је 1265. године, покушао да уговори брак између Стефановог најмлађег сина Милутина и његове ћерке Ане. Међутим, брак је пропао због отпора српске опозиције. Па ипак, краљ Стефан Урош I је 1273. (или још 1272.) одлучио да се придружи антивизантијској коалицији краља Карла I Анжујског, надајући се да ће проширити своје поседе на рачун Византије
Године 1276. краљ Стефан Драгутин Немањић је постао краљ Србије. Он није предузео никакве мере против Византије све до Сицилијанске вечерње и распада коалиције.
Године 1272. Јован I Дука, тесалски владар, ступио је у савез са Византијским царством, запечаћен династичким браком његове ћерке са сестрићем цара Михаила VIII. Исте године је од цара Михаила VIII добио титулу севастократора. Ипак, севастократор Јован I Дука је остао непријатељ царству, а цар Михаило VIII је два пута (1273. и 1275. године) слао трупе у Тесалију да умири свог непоузданог савезника.
Тесалија је била део антивизантијске коалиције краља Карла I Анжујског. Севастократор Јован I је 1277. године, сазвао синод, на коме су противници Лионске уније, протерани из Византије, екскомуницирали цара Михаила VIII и цариградског патријарха Јована XI Века. Исте године, цар Михаило VIII Палеолог је извршио још један напад на свог суседа, али су у бици код Фарсале Јованове трупе приморале Римљане да се повуку, иако су Тесалију опљачкале трупе Ногајске Хорде које су биле савезници Византије
После битке код Пелагоније епирски деспот Михаило II Комнин Дука положио је заклетву на верност цару Михаилу VIII Палеологу, а епирска деспотовина је постала вазал Никејског, а потом и Византијског царства. Затим је, по повратку Цариграда, цар Михаило VIII приморао сина епирског владара Нићифора да се 1265. године, ожени његовом сестричином Аном Кантакузин.
Године 1267. Крф и већи део деспотовине заузео је краљ Карло I Анжујски, а 1267/68. умро је деспот Михаило II и наследио га је син деспот Нићифор I. Године 1271. ступио је у савез са краљем Карлом I, пристајући да постане његов вазал. Убрзо после Сицилијанске вечерње, Византија је заузела Албанију од Епира.

## Источна политика
После обнове Византијског царства, цар Михаило VIII је дао све од себе да спречи инвазију Монгола одржавајући мирне односе и уговарајући династичке бракове са њима. Најпре је 1263. године, закључио мировни споразум са Златном Хордом, а две године касније дао је своју ванбрачну ћерку Марију Деспину Палеолог владару хулагуидске државе Илхану Абакуу, закључивши са њим савезни уговор.
Међутим, цар није успео да спречи инвазију номада. Кан Златне Хорде Берке, незадовољан склапањем савеза између Византије и њеног главног непријатеља на Кавказу, Хулагуидске државе, организовао је заједнички монголско-бугарски поход на Византију исте 1265. године. Након тога, Монголи су више пута нападали територију Византије. Цар је 1266. године, своју ванбрачну кћер Ефросинију удао за кана Ногаја, чиме је стекао не само оданог савезника, већ је и блокирао активност непријатељски расположених Бугара. Захваљујући овом савезу, користио је помоћ Монгола током два бугарска похода на Византију 1273. и 1279. године. Монголски одред од 4.000 војника послат је у Цариград 1282. године, да се бори против Тесалије.
Након ослобађања Цариграда, пажња цара Михаила VIII постала је усмерена на поновно освајање Балкана и односе са Западом. Источна граница и турски суседи били су донекле запостављени. Иконијски султанат је био веома зависан од Хулагуидске државе и није представљао претњу за Византију, док су друге, мање турске државе биле заузете међусобним сукобима. Међутим, поједине турске банде, без обзира на међународне уговоре, наставиле су да врше грабежљиве нападе унутар царства. То се догодило углавном због престанка државне подршке Акритима.
Године 1262. цар Михаило VIII и мамелучки султан Египта Бајбарс I склопили су споразум о слободном приступу египатских бродова Црном мору. Цар Михаило VIII је успоставио и пријатељске односе са мамелучким султаном Калавуном, са циљем да се обојица суочавају од заједничке опасности, Латина.
Упркос ослобађању Константинопоља од стране цара Михаила VIII, Трапезунтски цареви су одбили да признају обновљено Византијско царство. Због тога су Византија и Трапезунтско царство дуго били у непријатељству.
Трапезунтски цар Георгије Велики Комнин ступио је у савез са противницима уније у Византији, а такође је приступио антивизантијској коалицији краља Карла I Анжујског.
Године 1282., наследник цара Георгија Великог Комнина, трапезунтски цар Јован II Велики Комнин, оженивши се ћерком цара Михаила VIII Палеолога, Евдокијом Палеолог, добровољно се одрекао титуле „римски цар“, добивши заузврат од цара Михаила VIII Палеолога титулу „краљ света“. Цар Истока, Грузије и прекоморских земаља”. То је ојачало односе између две византијске државе и ујединило њихове снаге у борби против њихових непријатеља.

## Односи са Русијом
После монголске инвазије на Русију и Четвртог крсташког рата на Византијско царство, контакти између руских кнежевина и Византинаца су практично престали. Након ослобађања Цариграда, контакти су такође били ретки - Руси су били заузети грађанским сукобима и другим проблемима. Међутим, познато је да су 1278. године, митрополит кијевски и све Русије Кирил III и Златне хорде кан Менгу-Тимур послали сарајског епископа Теогноста цару Михаилу VIII и цариградском патријарху Јовану XI Веку као заједничког изасланика, са писмима и дарови сваког од њих.

## Смрт
Иако је претња инвазије латинских армија сада одложена на неодређено време, било је прерано да се одахне. Тих дана стигла је вест у Цариград да се побунио севастократор Јован I, владар Тесалије. Цар Михаило VIII је хитно послао изасланике кану Ногају, затражио од њега 4 хиљаде коњаника Монгола и, додавши их својој војсци, кренуо у поход. Док су прелазили Мраморно море у Тракију, бродови су изненада наишли на олују, а царево здравље, већ истрошено многим државним пословима, потпуно се погоршало. На срећу, бродови су успели да се изборе са таласима, а цар и његова војска су стигли до Родесте, одакле су се новембра 1282. године, упутили ка граду Алага, који је постао последње место његовог пребивалишта. Ту се царево здравље погоршало и, осетивши скору смрт, опростио се од својих пријатеља и родбине. Стигао је свештеник, почела је последња литургија и причешће – цар Михаило VIII је био при свести и све је разумео. Цар Михаило VIII Палеолог се причестио, помолио се, рекао: „Господе, избави ме од овога часа!”, пао је на јастук и предао дух; имао је само 58 година. То се догодило 11. децембра 1282. године.

## Сећање и оцена делатности
Ноћу су слуге, заједно са царевим сином царем Андроником II Палеологом, новим царем, пренеле тело покојног цара у новосаграђену цркву. Међутим, плашећи се гнева православних, који цару Михаилу VIII нису опростили Лионску унију, и сродника оних који су страдали за време владавине његовог оца, цар Андроник II је наредио да се тело изнесе из храма даље од логора и покопа у земљу без уобичајеног парастоса и сахране. Тада је прах цара Михаила VIII Палеолога пренет по наређењу цара Андроника II у Силимврију из страха да му се Латини не ругају. Али син није смео да премести ковчег у Цариград.
Цариградски сабор, одржан 1283. године, одлучио је да се патријарх Јован XI Век изопшти из Цркве и лиши вечног спомена цар Михаило VIII Палеолог. И син цар Андроник II Палеолог и супруга покојног цара Михаила VIII царица Теодора прихватили су и одобрили ову дефиницију. Нема сумње да ни царица Теодора ни цар Андроник II Палеолог нису покренули такву одлуку.  Али, плашећи се сукоба са јаком партијом епископата, која је хтела да пронађе „праве“ кривце свог дојучерашњег конформизма у лику патријарха Јована XI Века и цара Михаила VIII Палеолога, нису смели да се изјасне против дефиниција овог суда. Међутим, иначе, одбијање вечног сећања не представља изопштавање из Цркве и не спречава лични помен покојног цара Михаила VIII. Другим речима, чак ни његови непријатељи нису се усуђивали да цара Михаила VIII назову непријатељем Цркве или јеретиком, будући да су годинама јасно посматрали какву титанску борбу мора да води са Западом.
Ако се присетимо да је током целе његове владавине био окружен политичким непријатељима одасвуд, и да је он, као интелигентан и енергичан човек, неспособан да пасивно реагује на овакво стање, са изузетним политичким тактом знао да искористи једину прилику значи да је имао у рукама - разоружати већину непријатеља мишљу о сједињењу, тада му не можемо ускратити душевне заслуге и не можемо а да не осећамо поштовање према њему. Током 20 година, под осам папа, успео је да обузда Запад. Тако је, као државник, цар Михаило VIII часно радио на свом пољу. Да бисмо о њему исправно судили, потребно га је разликовати као државника од религиозног и донекле оправдати недостатке његовог моралног лика у приликама тог времена. Његовом сину и наследнику цару Андронику II било је лако да буде моралнији после онога што је његов отац учинио за безбедност Царства од Запада.
Без сумње, цар Михаило VIII Палеолог је био крупна, снажна и даровита личност. У јеку тешких искушења, резигнирано је обављао дужност цара, често остајући несхваћен чак и од својих ближњих. Његова неупоредива издржљивост и одличне дипломатске вештине више пута су спасавале Византију. Знајући да погледа опасности у очи, никада није одступио, увек је остао веран идеји која му се чинила исправном. Дакле, и поред свих противљења, наметнуо је унију читавом друштву и до краја својих дана успевао да инсистира на свом.
Само чудом је било могуће вратити Византијском царству његову целовитост и некадашњи сјај. Цар Михаило VIII је покушао да оствари ово чудо; и иако није успео у потпуности да оствари своје грандиозне планове, ипак, циљ који је себи поставио, његови практични таленти и флексибилан ум чине га последњим значајним царем Византије.
На крају свог живота цар Михаило VIII Палеолог је написао повељу манастира Св. Дмитрија у Цариграду, где се делимично дотакао његове биографије. Постоје следећи редови: „Нисам тражио престо, већ сам био принуђен да га прихватим као најдостојнији“.
Био је неискрен и дволичан, а када је изгубио живце, постао је потпуно немилосрдан и суров. Начин на који се опходио према цару Јовану IV Ласкарису шокирао је све његове савременике, укључујући и његову породицу. Али мало ко је могао тако самоуверено да влада царством током најопаснијег периода његове историје. Цар Михаило VIII је можда имао среће, али су његови људи, који су у такво време нашли таквог владара, имали још више среће.

## Породица
Године 1253. Михаило VIII Палеолог се оженио Теодором Дука Ватац, унуком брата цара Јована III Дуке Ватаца, цара Никејског царства.
Њихова деца су била:
- Манојло Палеолог (1254-1259)
- Андроник II Палеолог (1259-1332)
- Константин Палеолог (1261-1306)
- Ирина Палеолог – супруга бугарског цара Јована Асена III
- Ана Палеолог - жена Дмитрија Дуке Комнина
- Евдокија Палеолог - супруга Трапезунтског цара Јована II Великог Комнина
- Теодор Палеолог
- Теодора Палеолог – жена грузијског и имеретског краља Давида VI Нарина од 1254. године[136]

Цар Михаило VIII је имао и две ванбрачне ћерке:
- Еуфросина Палеолог - жена кана Златне Хорде Ногаја
- Марија Деспина Монголска - супруга персијског Илкхана Абак Кана.

## Слика у култури

### У књижевности
- Георгиос Леонардос. „Михаило VIII Палеолог Ослободилац“.

### У биоскопу
- „Бајбарс” (1989) - СССР, р. Булат Мансуров. Вјачеслав Гостински игра улогу цара Михаила VIII Палеолога.

## Породично стабло
|  |                                                          |  |  |  |  |  |  |  |  |  |  |  |  |  |  |  |
|  | 4. Alexios Doukas Palaiologos, megas doux (1140–1203)    |  |  |  |  |  |  |  |  |  |  |  |  |  |  |  |
|  |                                                          |  |  |  |  |  |  |  |  |  |  |  |  |  |  |  |
|  |                                                          |  |  |  |  |  |  |  |  |  |  |  |  |  |  |  |
|  | 2. Андроник Палеолог                                     |  |  |  |  |  |  |  |  |  |  |  |  |  |  |  |
|  |                                                          |  |  |  |  |  |  |  |  |  |  |  |  |  |  |  |
|  |                                                          |  |  |  |  |  |  |  |  |  |  |  |  |  |  |  |
|  | 10. John Kantakouzenos, pansebastos sebastos (1110–1176) |  |  |  |  |  |  |  |  |  |  |  |  |  |  |  |
|  |                                                          |  |  |  |  |  |  |  |  |  |  |  |  |  |  |  |
|  |                                                          |  |  |  |  |  |  |  |  |  |  |  |  |  |  |  |
|  | 5. Irene Komnene                                         |  |  |  |  |  |  |  |  |  |  |  |  |  |  |  |
|  |                                                          |  |  |  |  |  |  |  |  |  |  |  |  |  |  |  |
|  |                                                          |  |  |  |  |  |  |  |  |  |  |  |  |  |  |  |
|  | 22. Andronikos Komnenos, sebastokrator (1108–1142)       |  |  |  |  |  |  |  |  |  |  |  |  |  |  |  |
|  |                                                          |  |  |  |  |  |  |  |  |  |  |  |  |  |  |  |
|  |                                                          |  |  |  |  |  |  |  |  |  |  |  |  |  |  |  |
|  | 11. Maria Komnene (b. 1126)                              |  |  |  |  |  |  |  |  |  |  |  |  |  |  |  |
|  |                                                          |  |  |  |  |  |  |  |  |  |  |  |  |  |  |  |
|  |                                                          |  |  |  |  |  |  |  |  |  |  |  |  |  |  |  |
|  | 23. Irene Aineiadissa (d. 1151)                          |  |  |  |  |  |  |  |  |  |  |  |  |  |  |  |
|  |                                                          |  |  |  |  |  |  |  |  |  |  |  |  |  |  |  |
|  |                                                          |  |  |  |  |  |  |  |  |  |  |  |  |  |  |  |
|  | 1. Михајло VIII Палеолог                                 |  |  |  |  |  |  |  |  |  |  |  |  |  |  |  |
|  |                                                          |  |  |  |  |  |  |  |  |  |  |  |  |  |  |  |
|  |                                                          |  |  |  |  |  |  |  |  |  |  |  |  |  |  |  |
|  | 24. Андроник Дука Палеолог                               |  |  |  |  |  |  |  |  |  |  |  |  |  |  |  |
|  |                                                          |  |  |  |  |  |  |  |  |  |  |  |  |  |  |  |
|  |                                                          |  |  |  |  |  |  |  |  |  |  |  |  |  |  |  |
|  | 12. George Komnenodoukas Palaiologos (1125–1168)         |  |  |  |  |  |  |  |  |  |  |  |  |  |  |  |
|  |                                                          |  |  |  |  |  |  |  |  |  |  |  |  |  |  |  |
|  |                                                          |  |  |  |  |  |  |  |  |  |  |  |  |  |  |  |
|  | 25. Unknown Komnene                                      |  |  |  |  |  |  |  |  |  |  |  |  |  |  |  |
|  |                                                          |  |  |  |  |  |  |  |  |  |  |  |  |  |  |  |
|  |                                                          |  |  |  |  |  |  |  |  |  |  |  |  |  |  |  |
|  | 6. Alexios Palaiologos, despotes (d. 1203)               |  |  |  |  |  |  |  |  |  |  |  |  |  |  |  |
|  |                                                          |  |  |  |  |  |  |  |  |  |  |  |  |  |  |  |
|  |                                                          |  |  |  |  |  |  |  |  |  |  |  |  |  |  |  |
|  | 3. Теодора Анђелина Палеологина                          |  |  |  |  |  |  |  |  |  |  |  |  |  |  |  |
|  |                                                          |  |  |  |  |  |  |  |  |  |  |  |  |  |  |  |
|  |                                                          |  |  |  |  |  |  |  |  |  |  |  |  |  |  |  |
|  | 28. Андроник Дука Анђел                                  |  |  |  |  |  |  |  |  |  |  |  |  |  |  |  |
|  |                                                          |  |  |  |  |  |  |  |  |  |  |  |  |  |  |  |
|  |                                                          |  |  |  |  |  |  |  |  |  |  |  |  |  |  |  |
|  | 14. Алексије III Анђел                                   |  |  |  |  |  |  |  |  |  |  |  |  |  |  |  |
|  |                                                          |  |  |  |  |  |  |  |  |  |  |  |  |  |  |  |
|  |                                                          |  |  |  |  |  |  |  |  |  |  |  |  |  |  |  |
|  | 29. Euphrosyne Kastamonitissa (d. 1195)                  |  |  |  |  |  |  |  |  |  |  |  |  |  |  |  |
|  |                                                          |  |  |  |  |  |  |  |  |  |  |  |  |  |  |  |
|  |                                                          |  |  |  |  |  |  |  |  |  |  |  |  |  |  |  |
|  | 7. Irene Komnene Angelina (d. 1203)                      |  |  |  |  |  |  |  |  |  |  |  |  |  |  |  |
|  |                                                          |  |  |  |  |  |  |  |  |  |  |  |  |  |  |  |
|  |                                                          |  |  |  |  |  |  |  |  |  |  |  |  |  |  |  |
|  | 30. Андроник Дука Каматер                                |  |  |  |  |  |  |  |  |  |  |  |  |  |  |  |
|  |                                                          |  |  |  |  |  |  |  |  |  |  |  |  |  |  |  |
|  |                                                          |  |  |  |  |  |  |  |  |  |  |  |  |  |  |  |
|  | 15. Еуфросина Дука Каматерина                            |  |  |  |  |  |  |  |  |  |  |  |  |  |  |  |
|  |                                                          |  |  |  |  |  |  |  |  |  |  |  |  |  |  |  |
|  |                                                          |  |  |  |  |  |  |  |  |  |  |  |  |  |  |  |
|  | 31. Unknown Kantakouzene                                 |  |  |  |  |  |  |  |  |  |  |  |  |  |  |  |
|  |                                                          |  |  |  |  |  |  |  |  |  |  |  |  |  |  |  |
|  |                                                          |  |  |  |  |  |  |  |  |  |  |  |  |  |  |  |